# Albán nemzetgyűlés
Az albán nemzetgyűlés, albán szóval kuvend az albán történelem során változó elnevezéssel, összetétellel, feladat- és jogkörökkel működő, a nemzet egységét képviselő döntéshozó gyűlés, 1921 óta az albán állam legmagasabb szintű, állandó választott törvényhozó testülete az ország fővárosában, Tiranában. Az 1998-as alkotmány alapján az ország parlamentje az Albán Köztársaság Nemzetgyűlése (albán Kuvendi i Republikës së Shqipërisë). A 140 képviselői hellyel rendelkező egykamarás kuvendet általános, közvetlen és titkos választás útján bízzák meg négyéves időtartamra. 2009 óta a nemzetgyűlési helyeket zárt listás, arányos választási rendszerben nyerik el a 3%-os parlamenti küszöböt elérő pártok. A nemzetgyűlési elnök által irányított törvényalkotási munka mellett a kuvend feladatai közé tartozik a köztársasági elnök, a főbb állami hivatalvezetők megválasztása, a kormányfő kinevezésének jóváhagyása, valamint a költségvetés elfogadása.
A 15. századtól a kuvend változó helyszínekkel az albánság előtt álló sorsfordító pillanatokban nemesi vagy törzsi gyűlésként funkcionált, amelyen önkéntes alapon jelentek meg a nemesi családok fejei, illetve az egyes törzsek nemzetségfői. Az 1912-ben kezdődő albán államiság korai szakaszában, 1920-ig továbbra is önkéntesen szerveződő nemzetgyűléseken dőltek el a sürgető politikai kérdések (vlorai nemzetgyűlés, lushnjai kongresszus stb.). Az első, elektori rendszer útján megválasztott egykamarás kuvend, a Nemzeti Tanács 1921. április 21-én kezdte meg a munkát Tiranában. A köztársaság éveiben (1925–1928) a képviselőházból és szenátusból álló kétkamarás nemzetgyűlés látta el a törvényalkotás feladatát, de jogköreit megcsorbította Amet Zogu erős elnöki rendszere. A nemzetgyűlés mozgástere 1928-ban, Zogu királlyá koronázásával tovább szűkült: az egykamarás parlament ellenzék és ellenvélemények nélkül szolgálta ki a csaknem teljhatalommal kormányzó uralkodó politikai törekvéseit. Albánia 1939. áprilisi olasz annexióját követően a nemzetgyűlést feloszlatták, és helyébe a Fasiszta Korporatív Főtanács lépett, amely valójában Francesco Jacomoni alkirály bábparlamentje lett. Az 1943 októberében Albániát megszálló Harmadik Birodalom katonai hatóságai visszaállították a nemzetgyűlés intézményét, ez azonban szintén a megszálló hatalom akaratát szolgálta ki. Az Albán Kommunista Párt 1944. májusi përmeti gyűlésén felállt az új törvényhozó szerv, a Nemzeti Felszabadítási Antifasiszta Főtanács, a végleges hatalomátvételt követően, 1946-ban pedig megalakult az egykamarás Népi Gyűlés. Bár a képviselők az albán történelem során először általános és titkos választáson, közvetlenül nyerték el mandátumaikat, valójában a keleti blokk többi országához hasonlóan csupán az állampárt központilag kijelölt káderei kerülhettek be a parlamentbe. A rendszerváltás idején, csaknem nyolc évtizedes államiság után, 1991. április 15-én alakult meg Albánia első, demokratikusan megválasztott többpárti parlamentje. A köztársasági nemzetgyűlés történetét azóta a két fő politikai erő, a rendszerváltó Albán Demokrata Párt és az Albán Szocialista Párt politikai váltógazdálkodása, időnként a kuvend működését és a parlamentarizmus eszmeiségét veszélyeztető heves politikai csatározás, alkotmányos válságok és parlamenti bojkottok sorozata jellemzi (1996–1998, 2009–2011, 2017–2019). A 2013 óta szocialista többségű nemzetgyűlés elnöke 2021 óta Lindita Nikolla.
Az állandó albán nemzetgyűlés a kezdeti ideiglenes megoldást követően 1925-ben kapott saját épületet. Az ülésszakoknak ma otthont adó Nemzetgyűlési Ülésterem 1956-ban épült Tirana belvárosában. A kuvend székhelye, egyúttal az elnökség és a képviselők irodája a Nemzetgyűlési Hivatal, amely 1991 óta a  kommunista állampárt központi bizottságának korábbi székházában működik.

## Története

### Az oszmán uralom időszakában

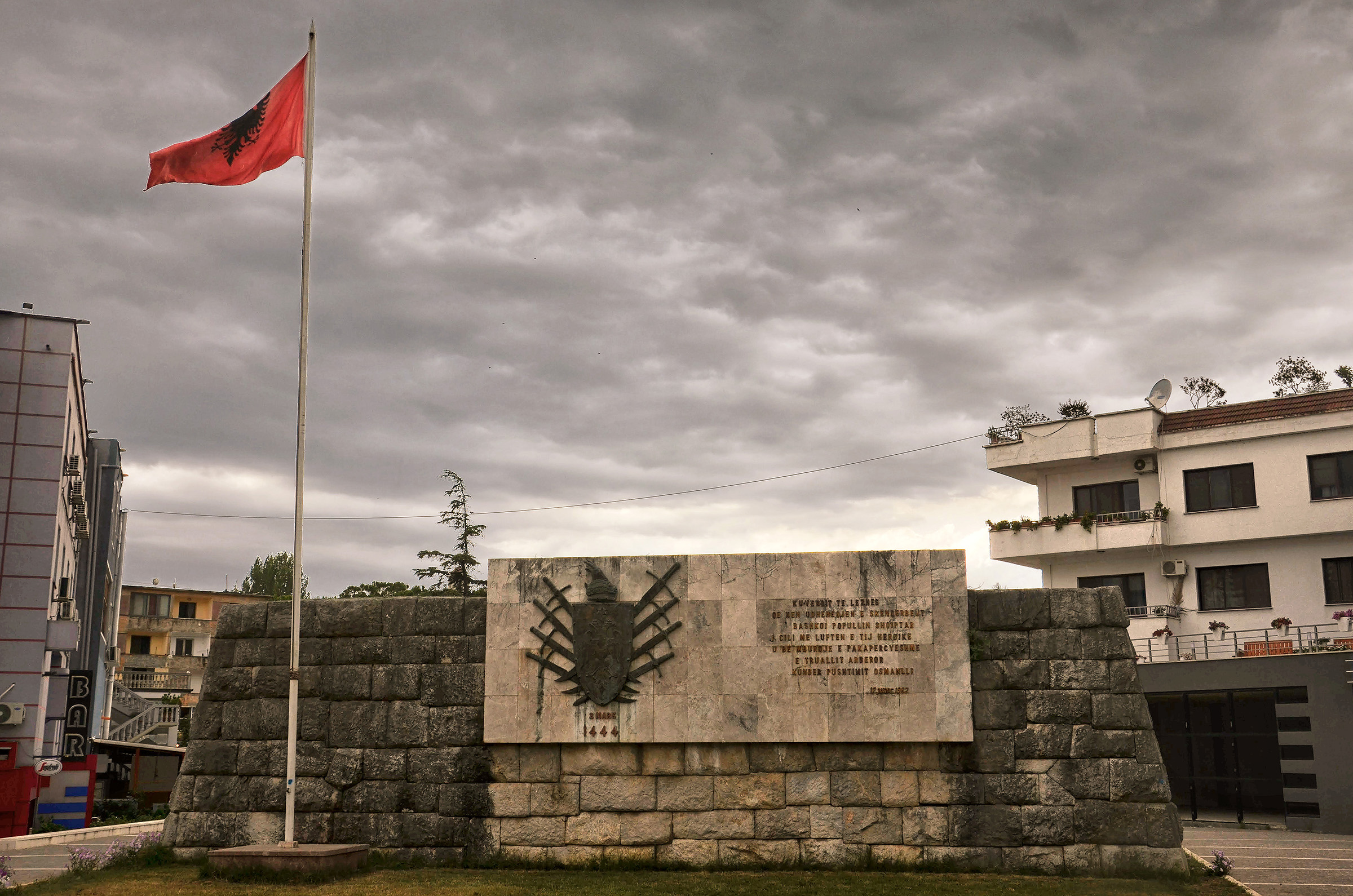
Az 1444-es lezhai kuvend emlékműve

Az albán történelem első ismert kuvendjére 1444. március 2-án került sor, amikor Kasztrióta György (vagy ismertebb nevén Szkander bég) hívására az albán nemesi családok képviselői Lezhában gyűltek össze, hogy katonai erejüket egyesítve fegyvert fogjanak a terjeszkedő Oszmán Birodalom ellen. Kasztrióta 1468 januárjára egy újabb nemzetgyűlést hívott össze, ugyancsak Lezhába, de még mielőtt a kuvend kezdetét vehette volna, január 17-én váratlanul meghalt. Az oszmán fennhatósággal szembeni ellenállást szervezendő további nagyobb kuvendekre került sor 1594-ben Mirditában, 1601–1602-ben Dukagjinban.
E nemesi gyűlések mellett az északalbán törzsek is a kuvend intézményével éltek fontosabb ügyeik intézésekor. Minden, egy közös őstől származtatott nemzetséget egy ember, jellemzően a nemzetségfő képviselt a törzs vagy a törzsszövetség gyűlésén. Ezeken a jellemzően a szabad ég alatt, évente akár két-három alkalommal is megtartott eseményeken minden megjelentnek volt hozzászólási joga. A törzsfő (vagy bajraktár) az elhangzottakat mérlegelve – és a mellé rendelt gjobara (’bíró’) vagy a pleqnia/pleqësia (’vének tanácsa’) segítségével – hozta meg döntéseit, amelyek elfogadását a nemzetségfőknek közfelkiáltással kellett jelezniük. Ilyenkor készültek fel a fegyveres harcra, választották meg katonai vezetőiket, dőltek el a szomszédos törzsekkel köttetendő béke vagy éppen az ellenségeskedés kérdései, értelmezték íratlan törvényeiket, szabályozták a közösségi legelők, a legeltetés és a favágás rendjét, személyes konfliktusokban bíráskodtak stb. Amennyiben több törzs közös kuvendjére került sor, azt a hagyomány alapján rendszerint a hotik törzsfője vagy bajraktárja elnökölte. A törzsi-törzsszövetségi kuvendek szokása a közelmúltig sem kopott ki egészen a gyakorlatból. 1998. március 31-én például az észak-albániai Rrëshenben tartottak kuvendet, amelyen a megjelentek azt vitatták meg, hogy demokrácia és jogállam idején hogyan viszonyuljanak több évszázados íratlan törvényeikhez, az egyebek mellett a vérbosszút is szabályozó kanunhoz.
A 19. század végi nemzeti függetlenségi törekvések időszakában természetes igényként fogalmazódott meg, hogy az albánok saját kezükbe vegyék önrendelkezésük jogát. 1878-ban megalakult nacionalista szervezetük, a Prizreni Liga 1879 januárjában megfogalmazott egyik legfontosabb követelése egy albán nemzetgyűlés által irányított albán vilajet létrehozása volt az Oszmán Birodalom keretein belül. Ez a későbbi évtizedek politikai programjainak is sarkalatos pontja maradt, az albán nemzetgyűlés kérdése az 1911-es albán felkelés követeléseiben is helyet kapott. Ezekben az évtizedekben többször hívtak össze kuvendet az albánok, hogy sorsfordító pillanatokban meghatározzák közös céljaikat. Ilyen gyűlésen alapították meg 1878-ban a Prizreni Ligát, majd 1879 februárjában Prevezában, 1880 áprilisában Shkodrában, 1880 októberében Dibrában is összegyűltek az albánság vezetői. Kuvendre került sor 1899-ben a Pejai Liga megalapításakor, 1908-ban Ferizajban, az 1911-es felkelés előtt, június 23-án Greçában (greçai gyűlés), vagy a legutolsó albán felkelés során 1912. május 21-én Junikban, július 30-án pedig Prishtinában. Ilyen, Ismail Qemali által összehívott és az elnökletével lezajlott „általános nemzetgyűlésen” (kuvendi kombëtar i përgjithshëm), a vlorai kuvenden kiáltották ki végül Albánia függetlenségét is 1912. november 28-án.

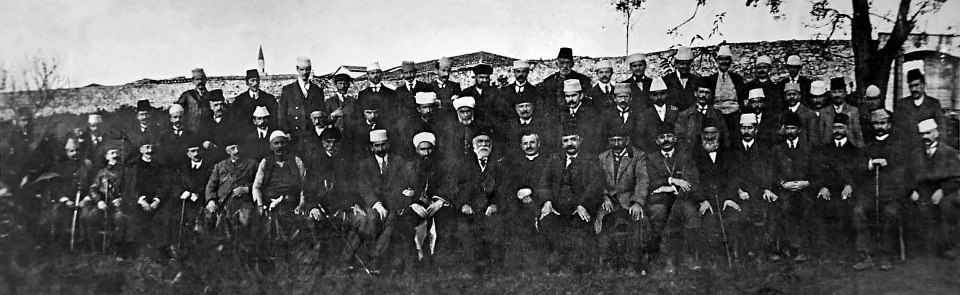
Az 1912-es vlorai nemzetgyűlés résztvevőinek csoportja

### A függetlenség első évei (1912–1919)

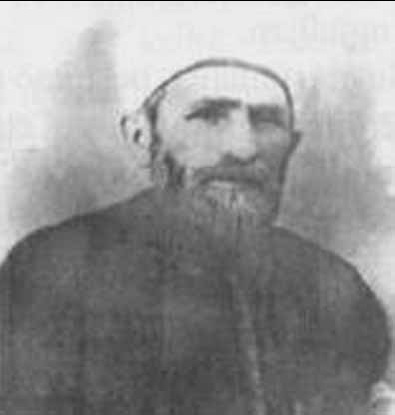
Vehbi Dibra, az első nemzeti kormány mellé rendelt törvényalkotó testület, a Vének Tanácsa elnöke

A vlorai nemzetgyűlést követően az első nemzeti kabinet, a Qemali-kormány megalakításával egy időben kezdte meg működését a független albán állam első törvényhozó testülete, a 18 tagú Vének Tanácsa vagy Szenátus (albán Pleqësia). Ismail Qemalinak voltak ugyan tervei egy titkos és általános választás útján felállítandó általános tanácsról, de ezek annyi minden mással együtt csak tervek maradtak. A vlorai kabinet ellenkormányaként 1913-ban létrehozott Közép-albániai Köztársaság törvényalkotó szerve szintén a szenátus volt. Az európai nagyhatalmak nagyköveti konferenciája 1913-ban döntést hozott az Albán Fejedelemség létrehozásáról. Az általuk megbízott Nemzetközi Ellenőrző Bizottság által előkészített alaptörvény 1914. április 10-én lépett életbe. Ez egyebek mellett rendelkezett arról is, hogy a fejedelemség törvényhozó szerve a négyévente újraválasztandó nemzetgyűlés, amelybe a hét prefektúra mindegyike három-három küldöttet delegálhatott, tíz képviselőt pedig maga az uralkodó, Vilmos fejedelem jelölhetett ki. Emellett helyet kaptak a parlamentben a szunnita muszlim, a római katolikus, az ortodox és a bektási felekezetek képviselői, továbbá az Albán Nemzeti Bank vezetői is. A választást és a nemzetgyűlés megalakulását azonban a kaotikus belpolitikai helyzet nem tette lehetővé. A közép-albániai felkelés elől Vilmos 1914. szeptember 3-án elmenekült az országból, a felkelők pedig a korábbi évek hagyományait folytatva megalakították saját szenátusukat.
Az első világháború éveiben több részre szakított albánok megpróbálkoztak egy-egy nemzetgyűlés megszervezésével, hogy újjászervezzék államiságukat és országuk területi integritását. 1916 tavaszán Amet Zogolli és Aqif Elbasani vezetésével Elbasanban szerveztek kuvendet, de ennek megtartását a megszálló Osztrák–Magyar Monarchia polgári közigazgatásának feje, August Kral megakadályozta. 1918 februárjában, majd az év decemberében ismét, Durrësban nyílt meg a nemzetgyűlés, amelynek eredményeként megalakult Albánia ideiglenes kormánya és szenátusa.

### A parlamentarizmus megszületése (1920–1925)

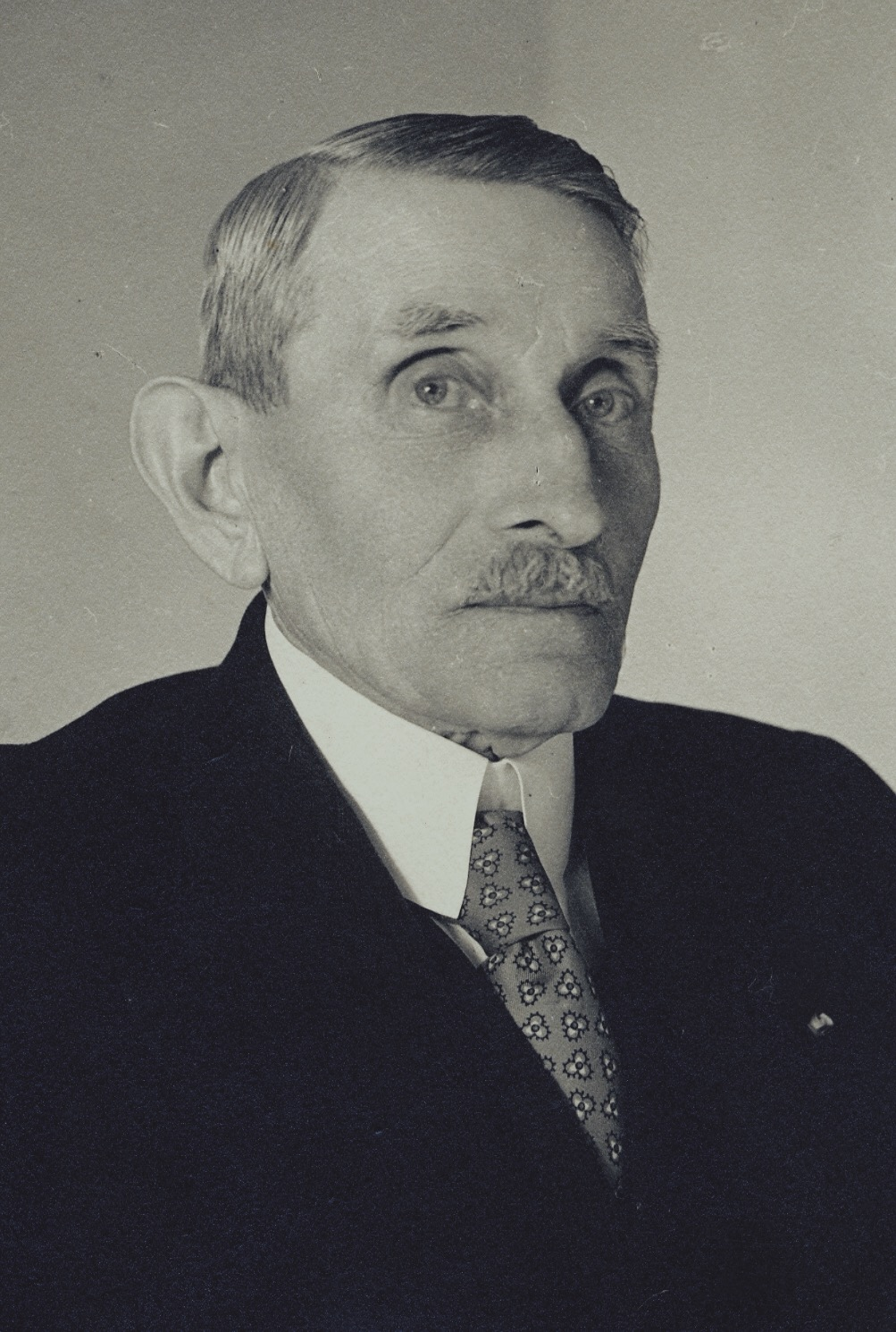
Az első választott albán nemzetgyűlés elnöke, Pandeli Evangjeli

Az áttörést Albánia alkotmányjogi helyzetének rendezésében az 1920. januári lushnjai kongresszus hozta el. Résztvevői egy alkotmánytervezet elkészítése mellett felállították a törvényalkotás és a kormányzás ideiglenes állami szerveit is. Az ország új törvényhozó testülete a 37 tagú Nemzeti Tanács (albán Këshilli Kombëtar) lett azzal a kikötéssel, hogy egy jövőbeni alkotmányozó nemzetgyűlés megalakulásakor feloszlatja önmagát. Február folyamán a regionális kuvendek kiválasztották delegáltjaikat a Nemzeti Tanácsba, és az első állandó nemzetgyűlés 1920. március 27-én az ország új fővárosában, Tiranában megkezdte a munkát. A Nemzeti Tanács 1920. november 20-án feloszlatta magát, majd megkezdődött az ország történetének első nemzetgyűlési választása, amely végül 1921. február 4-én zárult le. A szavazati jogot egyfajta vagyoni cenzushoz kötötték, így a nők mellett a szegényparasztság tömegei sem vehettek részt a voksolásban, ahogy a katonaság és a csendőrség tagjainak is tilos volt a választáson való részvétel. Az elhúzódó procedúra során először minden húsz év feletti, választásra jogosult férfi szavazhatott egy-egy elektorjelöltre. Elektorrá ötszáz szavazat begyűjtésével válhatott egy jelölt. Ezt követően a választás második fordulójában az elektorokat huszonnégyes csoportokra osztották, amelyek mindegyike hosszas megbeszéléseket követően megválasztott egy-egy nemzetgyűlési képviselőt. Az így mandátumot nyert 78 küldött mellett a prefektúrák lakosságuk függvényében delegálhattak további képviselőket a kuvendbe.
Az 1920–1921-es választások eredményeként 1921. április 21-én sor került Albánia történetének első, választás útján megbízott nemzetgyűlésének ünnepélyes alakuló ülésére. A fiatal ország a parlamentarizmus útján éppen csak elindult, a szervezett politikai pártok vagy pártprogramok koncepciója ismeretlen volt az országban. Az alakuló ülést követően a politikai törésvonalak és a pillanatnyi érdekek mentén alakultak ki a későbbiekben is dinamikusan változó frakciók, amelyeket a közbeszédben különböző elnevezésekkel is elláttak. Az első nemzetgyűlés meghatározó ereje a Néppárt vagy Klikk volt (vezetője Eshref Frashëri), mellettük számottevő frakcióval rendelkezett a Demokratikus vagy Liberális Párt (Fan Noli és Luigj Gurakuqi), a Haladó Párt (Shefqet Vërlaci) és a Független Párt (Iliaz Vrioni).
A nemzetgyűlés 1922. december 8-án új választási törvényt fogadott el, amelyben az elektori procedúrát némiképp leegyszerűsítették és felgyorsították, valamint szabályozták a kampányolás legális módszereit (engedélyezték például a szavazatvásárlás és a választási bankett intézményeit is). A hatalmát építő néppárti Amet Zogu frakciója és a Fan Noli vezette ellenzék között állandóvá vált politikai csatározások miatt azonban a választás kiírása elhúzódott. Végül 1923. november 26-ára írták ki az első fordulót, de miután újból halasztásra került sor, a nemzetgyűlési választást csak 1924. január 1-je és 15-e között bonyolították le. A január 21-én megalakuló nemzetgyűlésben egyetlen frakció sem szerezte meg a kormányzáshoz szükséges abszolút többséget, így az ülésteremben és az utcán egyaránt éles politikai helyzetekre került sor. Február 23-án a nemzetgyűlés épülete előtt több lövéssel megsebesítették Zogut, majd április 20-án az ellenzék emblematikus alakját, Avni Rustemit fényes nappal lelőtték a parlament előtti utcán. Az ellenzék 44 tagja tiltakozásul 1924. április 22-én kivonult a nemzetgyűlésből és ellenparlamentet alakított Vlorában. Nem csak a gyerekcipőben járó alkotmányos parlamentarizmus került veszélybe, de a helyzet polgárháborúval is fenyegetett. Pár hónap elteltével ki is tört a júniusi forradalom, amely Zogu hatalmának elvesztésével és Noli kormányalakításával zárult. Zogu 1924 decemberében jugoszláv fegyveres segítséggel visszaszerezte hatalmát, és erős kézzel látott neki az államrend helyreállításának.

### Albán Köztársaság (1925–1928)

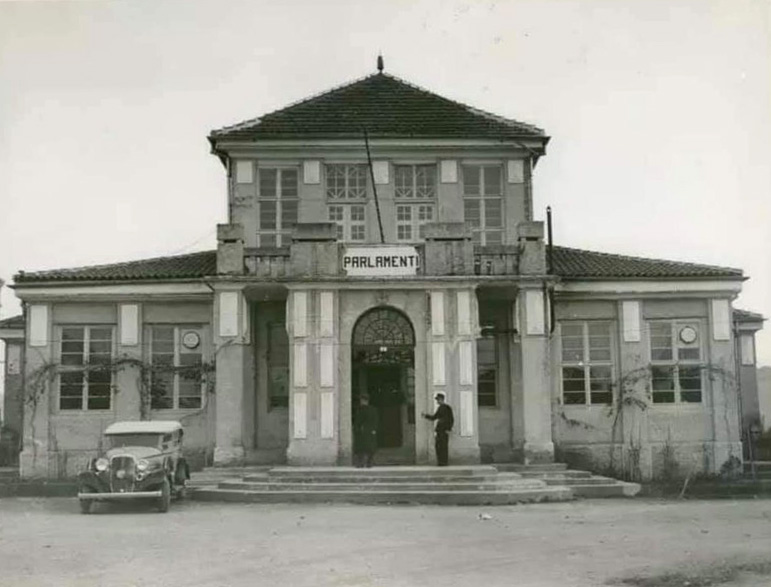
Az albán nemzetgyűlés 1925 és 1944 közötti székhelye (ma a tiranai Bábszínház épülete)

Amet Zogu köztársasági elnöki beiktatását követően, 1925. március 2-án fogadták el Albánia köztársasági alkotmányát. Ennek értelmében a korábbi nemzetgyűlés helyét kétkamarás törvényhozás váltotta fel. Az alsóház az 57 képviselői hellyel rendelkező Képviselőház (albán Dhoma e Deputetvet) volt, amelynek tagjai négyévente megrendezett közvetett választás, kétfordulós elektori rendszer útján nyerték el képviselői széküket. A felsőház szerepét a 18 tagú Szenátus (albán Senati) töltötte be, amelynek tizenkét tagja szintén választás útján nyerte el mandátumát, hatot pedig a köztársasági elnök nevezett ki. A szenátorok mandátuma a képviselőkétől eltérően hat évre szólt, feladatuk a Képviselőház által hozott törvények felülvizsgálata, jóváhagyása vagy megvétózása volt. A Szenátus elnöke egyúttal a köztársaság alelnöke is volt, a köztársasági elnök távolléte vagy akadályoztatása esetén ő látta el az államfői feladatokat. A köztársasági alkotmány ugyanakkor rendkívül erős elnöki kormányzást biztosított Zogu számára, gyakorlatilag indoklás nélkül megvétózhatott bármilyen, a Képviselőház és a Szenátus jóváhagyását is elnyert törvényt, feloszlathatta a nemzetgyűlést és új választást is kiírhatott. Az új alkotmány rendelkezései értelmében 1925. április 19-én tartották meg a nemzetgyűlési választást, de ezen – az alkotmányt megsértve – csak a képviselőházi küldöttekre lehetett szavazni, a Szenátus tizenkét tagját a Képviselőház küldöttei választották meg. A köztársasági nemzetgyűlés mindkét háza 1928. június 7-én feloszlatta magát, és kiírták a választást egy alkotmányozó nemzetgyűlés felállítására, amelynek feladata az uralkodói ambíciókat dédelgető Zogu királlyá választásának előkészítése és levezénylése volt.

### Albán Királyság (1928–1939)

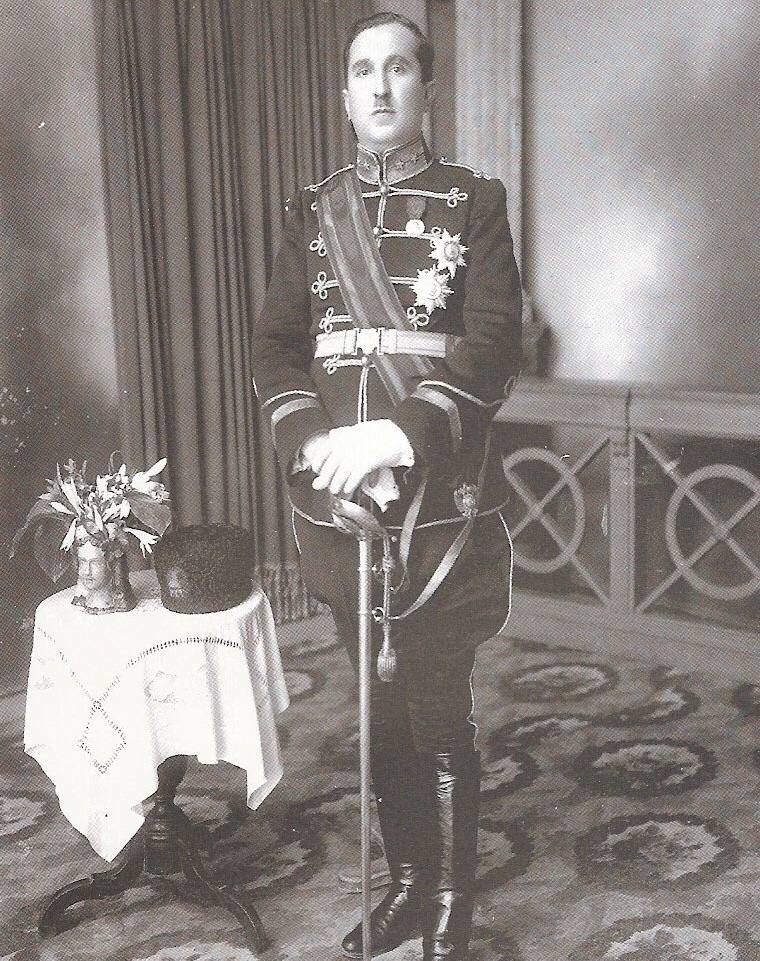
A királyi parlament elnöke 1930 és 1936 között: Koço Kota

A köztársasági államformából a monarchiába való átmenetet levezénylendő, az alkotmányozó nemzetgyűlés 1928. augusztus 25-én megkezdte a munkát. Az I. Zogu trónra lépése után, 1928. november 22-én elfogadott új alkotmány jelentős változásokat hozott a törvényalkotási folyamatokba is. A köztársasági kétkamarás parlamentet megszüntették, helyébe az 58 képviselői hellyel rendelkező Parlament (albán Parlamenti) lépett. A képviselőket négyévente közvetett szavazás útján választották be az új nemzetgyűlésbe. A huszonegy év feletti férfiakat húszas csoportokba osztották. Ezek a választás első fordulóján kiválasztottak maguk közül egyet, aki elektorként a második fordulón húszukat képviselve leadta szavazatát az uralkodó által összeállított jelöltlista valamelyik nevére. Egy képviselői hely sorsa 750 szavazat összesített eredményén múlott, azaz elméletben egy mandátum 15 ezer választópolgár akaratát testesítette meg. Politikai pártok továbbra sem léteztek, a köztársasági időkhöz hasonlóan csak az uralkodó hívei juthattak be a parlamentbe. Az új törvényhozási rendszerben emellett létrehoztak egy 12 tagú Államtanácsot (albán Këshilli i Shtetit), amelynek tagjait hét évre választották meg. Tíz tagját a nemzetgyűlés, két tagját pedig a kormányfő, a nemzetgyűlési elnök és az igazságügyi miniszter javaslata alapján az uralkodó nevezte ki. Az Államtanács nem számított törvényhozó szervnek, alkotmányos feladata a kormány által beterjesztett törvénytervezetek parlamentnek való továbbítása, a törvények előkészítésében és véleményezésében való részvétel, a nemzetgyűlés által megszavazott és az uralkodó által is ellenjegyzett törvények kihirdetése volt. Az Államtanács beszámolási kötelezettséggel tartozott az uralkodó és a nemzetgyűlés felé egyaránt. Ugyanakkor az alkotmány olyan jogokat biztosított az uralkodónak, amelyek a Parlament és az Államtanács munkálkodását egyaránt szimbolikussá tették. I. Zogunak minden egyes törvényt alá kellett írnia, de jogában állt indoklás nélkül megvétóznia is. A nemzetgyűlés megkerülésével alkotmány biztosította további jogai közé tartozott nemzetközi szerződések kötése, hadüzenet küldése, a nemzetgyűlés feloszlatása stb.
Az emigrációban élő Ali Këlcyra kortársi helyzetértékelése szerint az 1928 utáni albán nemzetgyűlés ellenzék és ellenvélemények nélküli színház volt, puszta eszköz I. Zogu despotikus rezsimjének kiépítéséhez, amellyel a hazai és külföldi közvélemény gyanakvását kívánta elaltatni. Tény, hogy az alkotmány rendelkezéseit gyakran sajátosan értelmezték. Feladatának elvégzése után az alkotmányozó nemzetgyűlés például az új rendszernek megfelelő választás kiírása helyett egyszerűen nemzetgyűléssé nyilvánította magát. Választásokra először 1932, majd 1936 őszén került sor. Bár a Besa című kormánylap 1932-ben arról számolt be, hogy az elektorok 90%-a teljesítette kötelességét, valójában csak 10%-uk vett részt a lakosság nagy része által merő formalitásnak tartott szavazásban. Ebből okulva az 1936-os választásra nem készült az uralkodó által jóváhagyott jelöltlista, az elektorok elviekben szabadon választhattak képviselőt. A voksolás azonban így is formalitásnak bizonyult és nem járt semmiféle politikai izgalommal: az előző nemzetgyűlés képviselőinek 75%-át újraválasztották. A korabeli magyar sajtó egyik albániai tudósítójának összegzésében: „A nép széles rétegeinek a parlament által ugyan névszerint van beleszólása az államügyekbe, de valójában a jólfizetett képviselők dobzse-gyülekezete se nem oszt, se nem szoroz.”

### Olasz és német megszállás (1939–1944)

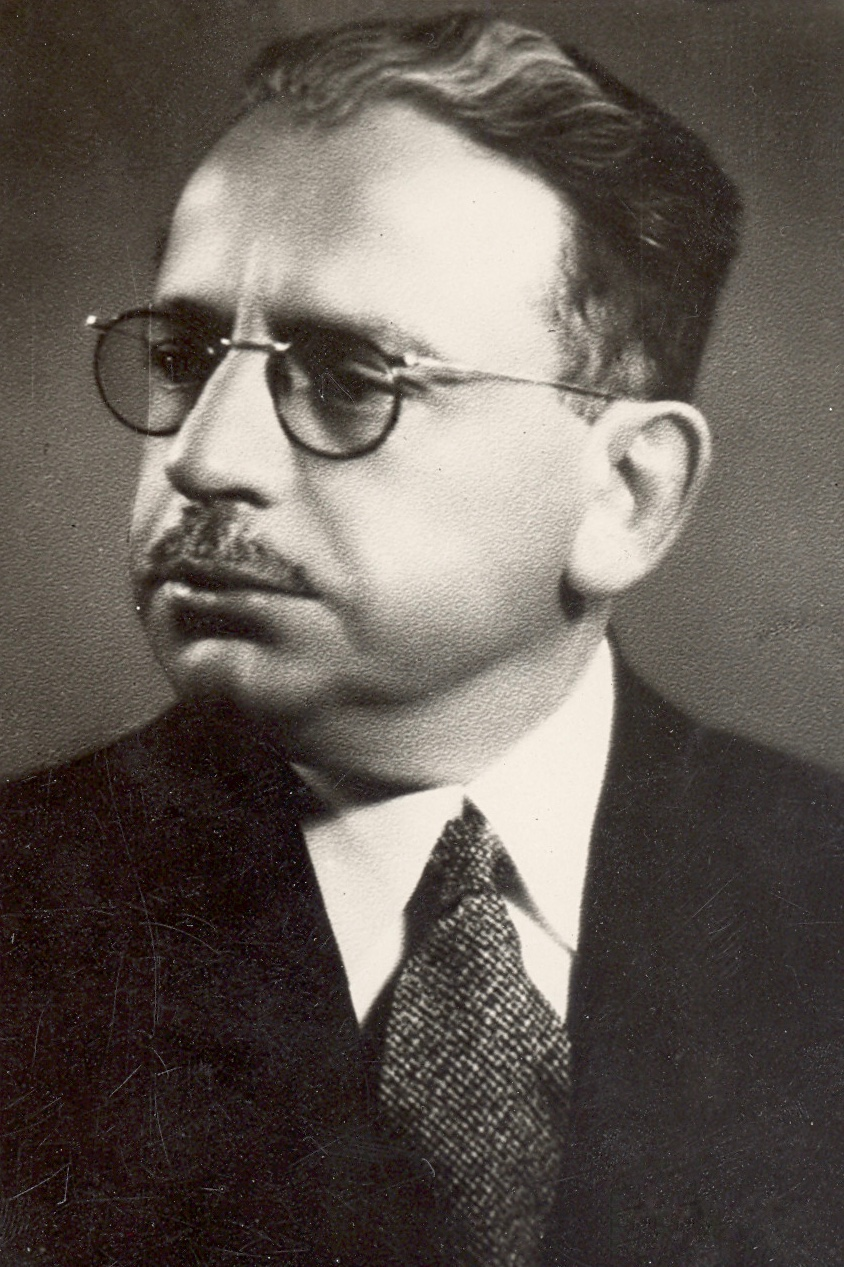
A Fasiszta Korporatív Főtanács első elnöke, Terenc Toçi

Albánia 1939. április 7-ei olasz annexióját követően a megszálló hatóságok április 12-én alkotmányozó nemzetgyűlést hívtak össze, amely a korábbi kuvend Albániában maradt kisszámú képviselőjéből és a tíz albán prefektúra küldötteiből állt. 1939. június 3-án fogadták el az ország új, fasiszta típusú alkotmányát, amely a törvényhozás tekintetében is a megszálló hatalom érdekeinek rendelt alá mindent. A nemzetgyűlés megszűnt, helyét az 1940. április 3-án megalakult, névleg III. Viktor Emánuel olasz király törvényes hatalmát képviselő Fasiszta Korporatív Főtanács (albán Këshilli i Epërm Fashist Korporativ) vette át. Tagjai nem választás útján nyerték el mandátumukat, hanem az Albán Fasiszta Párt központi tanácsának és vezetőségének tagjai közül kerültek ki a kormányfő javaslatára és az uralkodó jóváhagyásával. A képviselők háromnegyede volt albán, a fennmaradó helyeket olaszok foglalták el. Ami márpedig az új törvényalkotó testület jogköreit illette, ezek merőben formálisak voltak. III. Viktor Emánuel alapvetően Albániában is rendeletileg kormányzott, és a főtanács feladata e rendeletek formális jóváhagyásában többnyire ki is merült. A testületnek tanácsadási és véleményezési joga volt ugyan, de a király, illetve az őt megtestesítő alkirály, Francesco Jacomoni utasítása nélkül nem cselekedhetett, jóváhagyásuk nélkül törvényhozó munkát nem folytathatott. Az uralkodó joga volt a főtanács egybehívása és a napirend meghatározása is.
Az Olaszország kapitulációja után az Albániát megszálló Harmadik Birodalom politikai kommünikéiben ígéretet tett arra, hogy visszaadja az albánoknak a szabad választás és a nemzetgyűlés intézményét. De iure valóban helyreállították az 1939 előtti hatalmi szerveket. A nemzetgyűlés 1943. október 16-án ült össze 243 taggal, de az aktust nem előzte meg választás, a németek által kinevezett kollaboráns Biçakçiu-kormány nevezte ki a nemzetgyűlési képviselőket. Sokuk már a Fasiszta Korporatív Főtanácsnak is tagja volt.

### A kommunizmus évtizedei (1944–1991)

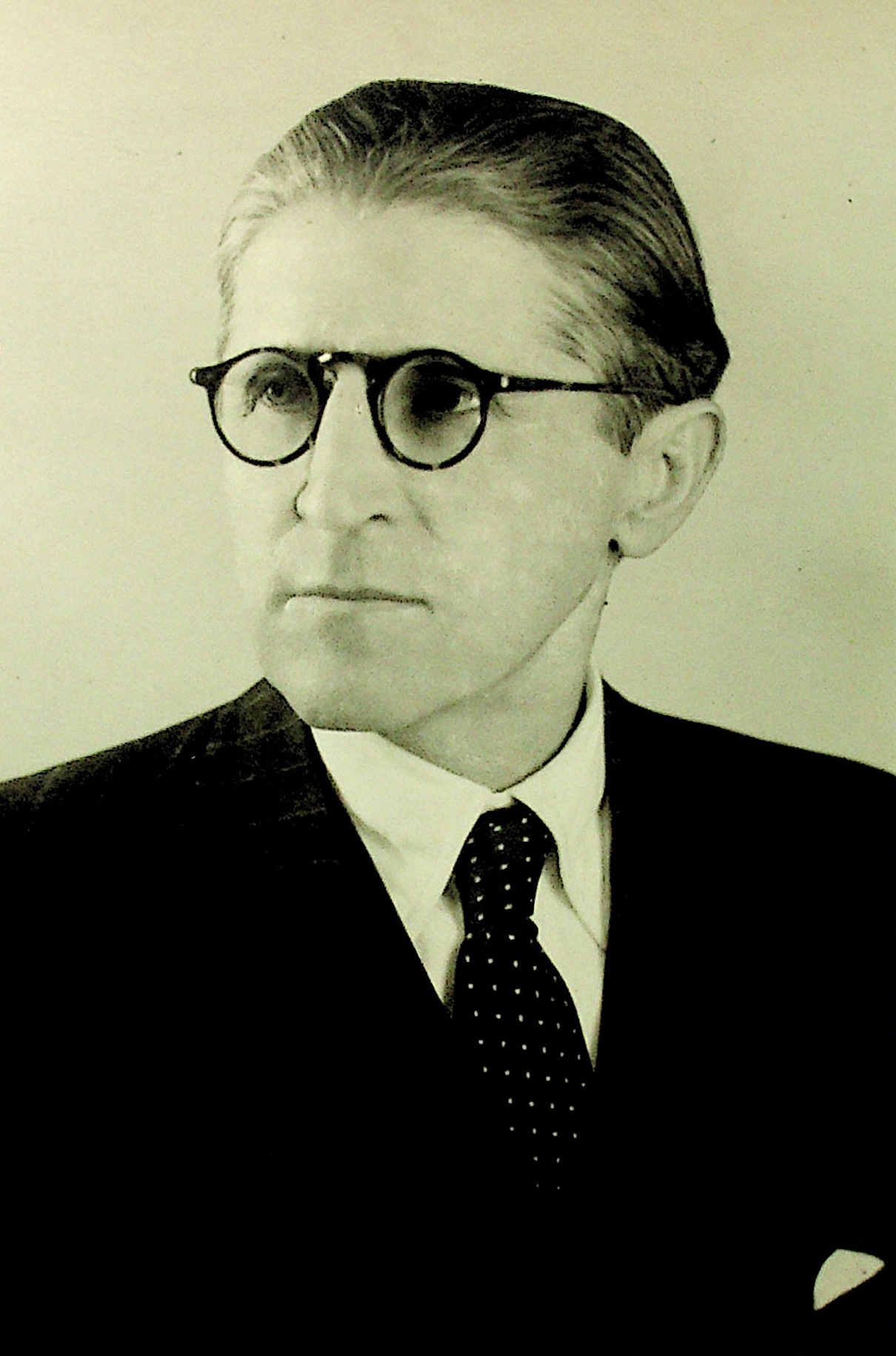
Haxhi Lleshi, a Népi Gyűlés Elnöki Tanácsának első, 1946 és 1953 közötti elnöke

A második világháború végóráiban az Albán Kommunista Párt 1944. májusi përmeti gyűlésén megalakította a 121 tagú Nemzeti Felszabadítási Antifasiszta Főtanácsot (albán Këshilli Antifashist Nacional-Çlirimtar i Përgjitshëm), amely ideiglenes törvényhozó testületeként működött. A hatalom megszilárdítását követően a főtanács 1945. október 2-án fogadta el az új választási törvényt, 1945. december 2-án pedig sor került az első választásra. 1946. január 10-én összeült az alkotmányozó nemzetgyűlés, másnap, január 11-én pedig már meg is született az új, sztálinista típusú alkotmány. Ennek szellemében 1946. március 14-én 82 képviselővel megalakult az ország új törvényhozó testülete, az egypárti Népi Gyűlés (albán Kuvendi Popullor). Az alkotmány kimondta, hogy a Népi Gyűlés az államhatalom legmagasabb szerve, vezető testülete a tizenhárom magas rangú pártfunkcionáriusból álló Népi Gyűlés Elnöki Tanácsa, amely az évi két nemzetgyűlési ülésszak között ténylegesen végezte a törvényalkotás munkáját. Az elnöki tanács elnöke töltötte be az Albán Népköztársaságban az államfői pozíciót.
1945-ben az ország történetében először az albán állampolgárok közvetlenül szavazhatták meg képviselőiket. A korhatárt tizennyolc évre szállították le, és immár a nők is az urnák elé járulhattak, ahogy az első választáson a partizánbrigádokban harcoló tizenhat év feletti fiatalok is. Ugyanakkor egy totalitárius állam egypárti parlamentjéről volt szó. Minden egyes választókerületben egyetlen jelöltre lehetett voksolni, akit a helyi antifasiszta tanács terjesztett fel, és az Albán Kommunista Párt (később Albán Munkapárt) jelölőszervezete, a Demokratikus Front hagyott jóvá. A legitimista és szociáldemokrata tömörülések képviselőinek eleve megtiltották a választáson való megmérettetést. A négyévenként megrendezett választásokon való részvétel a keleti blokk más országaihoz hasonlóan „állampolgári kötelesség” volt. 1987-ben az albán választópolgárok 100%-a járult az urnákhoz (és 99,99%-uk szavazott a párt jelöltjeire), de a legkisebb érdeklődést vonzó 1950-es nemzetgyűlési választás során is a szavazásra jogosultak 99,28%-a jelent meg a választókörökben. Ennek ellenére a nemzetgyűlési választások előtt a párt vezetői kampányoltak, az országot járva tömeggyűléseken tartott beszédeikben a párt éppen aktuális szólamait sulykolták a hallgatóságnak. A rendszerváltás időszakában, 1990 második felében az állampárt felvetette egy „pluralista” választási törvény előkészítését abban az értelemben, hogy a nemzetgyűlési választásokon egyetlen induló helyett a jövőben két kommunista jelölt közül lehessen választani. Szeptemberben a pártfőtitkár Ramiz Alia már a demokratikus erők jelöltállítási jogát is kész volt elismerni, ez azonban a változást akaró tömegeknek akkor már kevés volt.
Az 1976. december 28-án megújított alkotmány a Népi Gyűlés mandátumainak számát 250-ben állapította meg, és kötelezően legalább évi két ülésszak megtartását írta elő. Az alkotmány a kuvend feladatai között rögzítette a bel- és külpolitikai törvényalkotási prioritások meghatározását (természetesen a párt irányvonalával összhangban), a törvények és népgazdasági tervek előkészítését, elfogadását, valamint jogosultságai közé tartozott a nemzetközi szerződések kötése vagy felbontása, népszavazások, választások és amnesztiák elrendelése, a Népi Gyűlés Elnöki Tanácsa és a minisztertanács tagjainak, a legfelsőbb bíróság és a főügyészség vezetőinek kinevezése és felmentése stb. Az egy elnökből, három elnökhelyettesből és tíz tagból álló Népi Gyűlés Elnöki Tanácsának feladata volt egyebek mellett az ülésszakok kihirdetése és összehívása, a kuvend által hozott törvények kihirdetése, a választások időpontjának kijelölése, kitüntetések adományozása, állampolgársági kérelmek elbírálása, az albán diplomáciai képviseletek vezetőinek kinevezése és visszahívása, a külföldi diplomáciai képviseletek megbízóleveleinek átvétele.

### Albán Köztársaság (1991–)

#### A demokratikus átmenet első évtizede (1991–1999)
A rendszerváltást követően 1991. március 31-én, külföldi megfigyelők részvételével rendezték meg Albániában az első szabad, általános és demokratikus nemzetgyűlési választást, amelyen az állampárt mellett három ellenzéki formáció, köztük egy görög nemzetiségi szervezet is indult. A demokratikus világ történetében kimagaslóan magas volt a részvételi arány, a szavazópolgárok 98,9%-a adta le szavazatát (97%-uk érvényesen). Az ország első többpárti parlamentje, továbbra is Népi Gyűlés néven és 250 képviselővel 1991. április 15-én tartotta alakuló ülését. A Népi Gyűlés Elnöki Tanácsát ugyanakkor feloszlatták, annak korábbi elnökét, Ramiz Aliát pedig megválasztották az Albán Köztársaság első, ideiglenes köztársasági elnökének. Jóllehet, a demokrácia ünnepét némiképp beárnyékolta, hogy a kommunista utódpárt nyerte el a mandátumok kétharmadát, az alakuló ülés során pedig – a rendőrség és a tüntetők közötti, négy halálos áldozattal járó április 2-ai shkodrai atrocitásokra hivatkozva – az ellenzék 75 képviselője tiltakozásul elhagyta az üléstermet.
1992. február 4-én új választási törvényt szavazott meg a nemzetgyűlés. Ez egyfelől drasztikusan 140-re csökkentette a képviselők számát, a mandátumokat pedig az abszolút többségi és az arányos választási rendszer kombinációja szerint osztották el. 100 helyet a választókerületében a legtöbb voksot megszerző jelöltek közvetlenül nyerhettek el (többségi), további 40 széket pedig a listán 4%-ot elérő pártokra leadott szavazatok arányában osztottak el (arányos). Ahol az első fordulóban nem nyerte el egyetlen jelölt sem a leadott voksok abszolút többségét, ott a versenyben maradt két legerősebb jelölt részvételével második fordulót tartottak. Az 1992. március 22-én és 29-én nagyszámú nemzetközi megfigyelő jelenlétében, rendben megtartott előrehozott választáson kb. 90%-os részvételi arány mellett az ellenzéki Albán Demokrata Párt szerezte meg a mandátumok csaknem kétharmadát, míg az időközben az Albán Szocialista Párt nevet felvett kommunista utódpárt a képviselői helyek alig egynegyedét tudta begyűjteni. Miután az előző évi választást a rendszerváltó ellenzék pártjai tisztességtelennek tartották, Pjetër Arbnori az új parlament 1992. április 4-ei alakuló ülésén az „első demokratikusan megválasztott nemzetgyűlés” képviselőit üdvözölte.

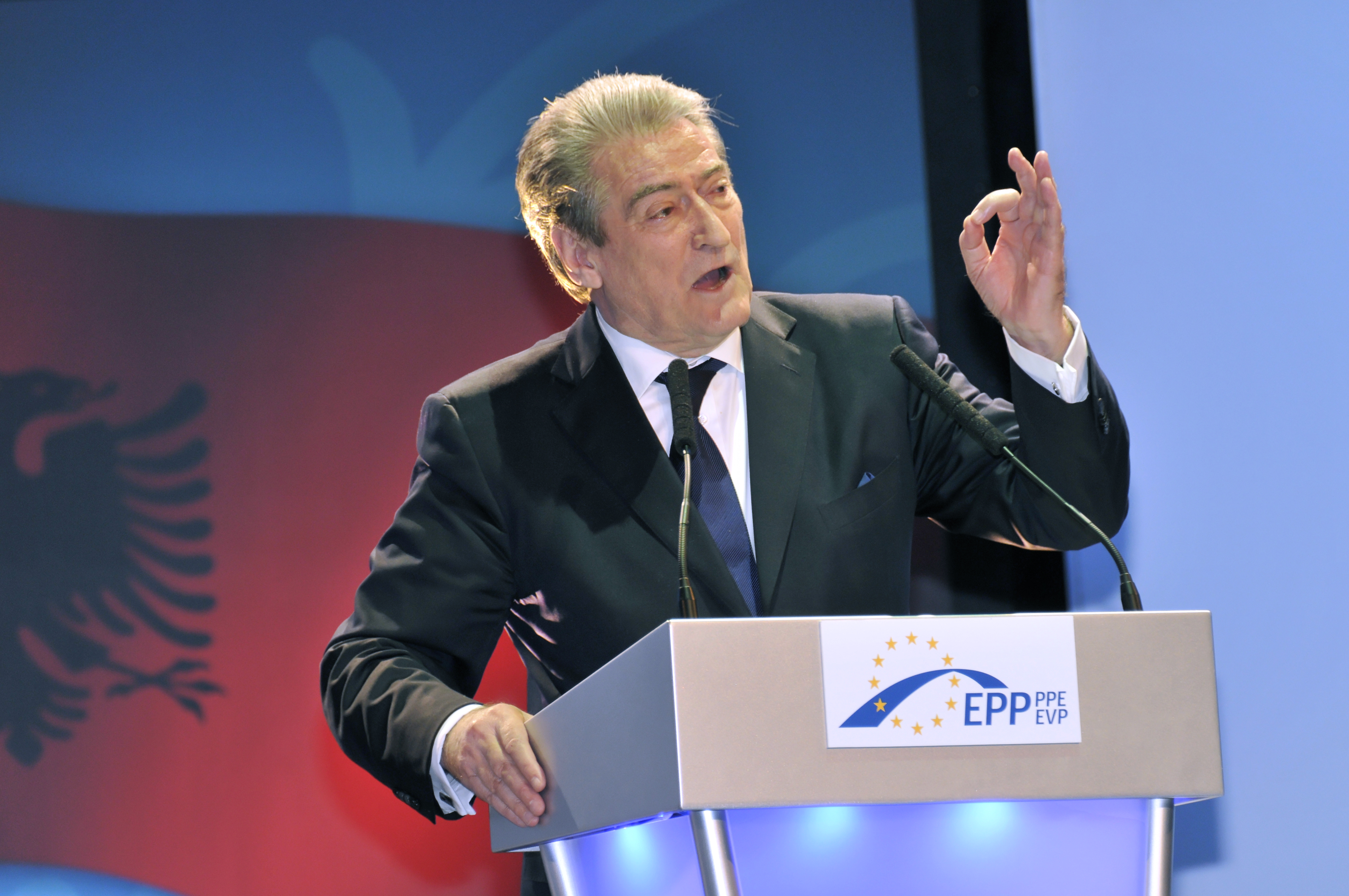
Sali Berisha, az albániai demokratikus átmenet „erős embere”

A köztársaság új elnöke, Sali Berisha erős elnöki rendszer kiépítésébe kezdett, tekintélyuralmi törekvéseit az ellenzék részéről heves tiltakozás kísérte. A hét képviselői hellyel rendelkező Albán Szociáldemokrata Párt a nemzetgyűlés történetében először 1993 nyarától bojkottálta a parlamenti munkát, és kezdeményezésükhöz más ellenzéki pártok is csatlakoztak. Az 1996-ban soron lévő nemzetgyűlési választás próba elé állította a fiatal albán parlamentáris demokráciát. A választás május 26-ai első fordulóján részt vevő külföldi megfigyelők több szabálytalanságot is feltártak, találkoztak feltört szavazóurnákkal, előre kitöltött szavazólapokkal, több voksot leadó szavazópolgárokkal, egy berati szavazókörben a választáson megjelentek aránya 105%-os volt, Rrëshenben pedig elhunytak nevében adtak le voksokat, egy névvel akár tizenötöt is. Az ellenzéki pártok a hírek hallatán már napközben választási bojkottot hirdettek, versenyben lévő jelöltjeiket és szavazóköri biztosaikat is visszahívták. A független megfigyelők, majd nyomukban nemzetközi szervezetek és külföldi kormányok is leszögezték, hogy a választás első fordulója sem szabad, sem tisztességes nem volt, a választási törvény 79 cikkéből 32-t megsértettek a voksolás napján. Május 28-án Tiranában az ellenzék vezetői és szimpatizánsai, valamint a rendőrség között összecsapásokra került sor. Mindezek ellenére június 2-án megrendezték a választás második fordulóját, amelyen az ellenzéki bojkott miatt csak a demokrata párti jelöltekre lehetett szavazni. Az eredmény az állampárti időket idézte: a Sali Berisha vezette demokrata párt nyerte el a nemzetgyűlési mandátumok 87%-át. A törvényhozást bojkottáló ellenzéki képviselők egy kivétellel nem vették át mandátumaikat.

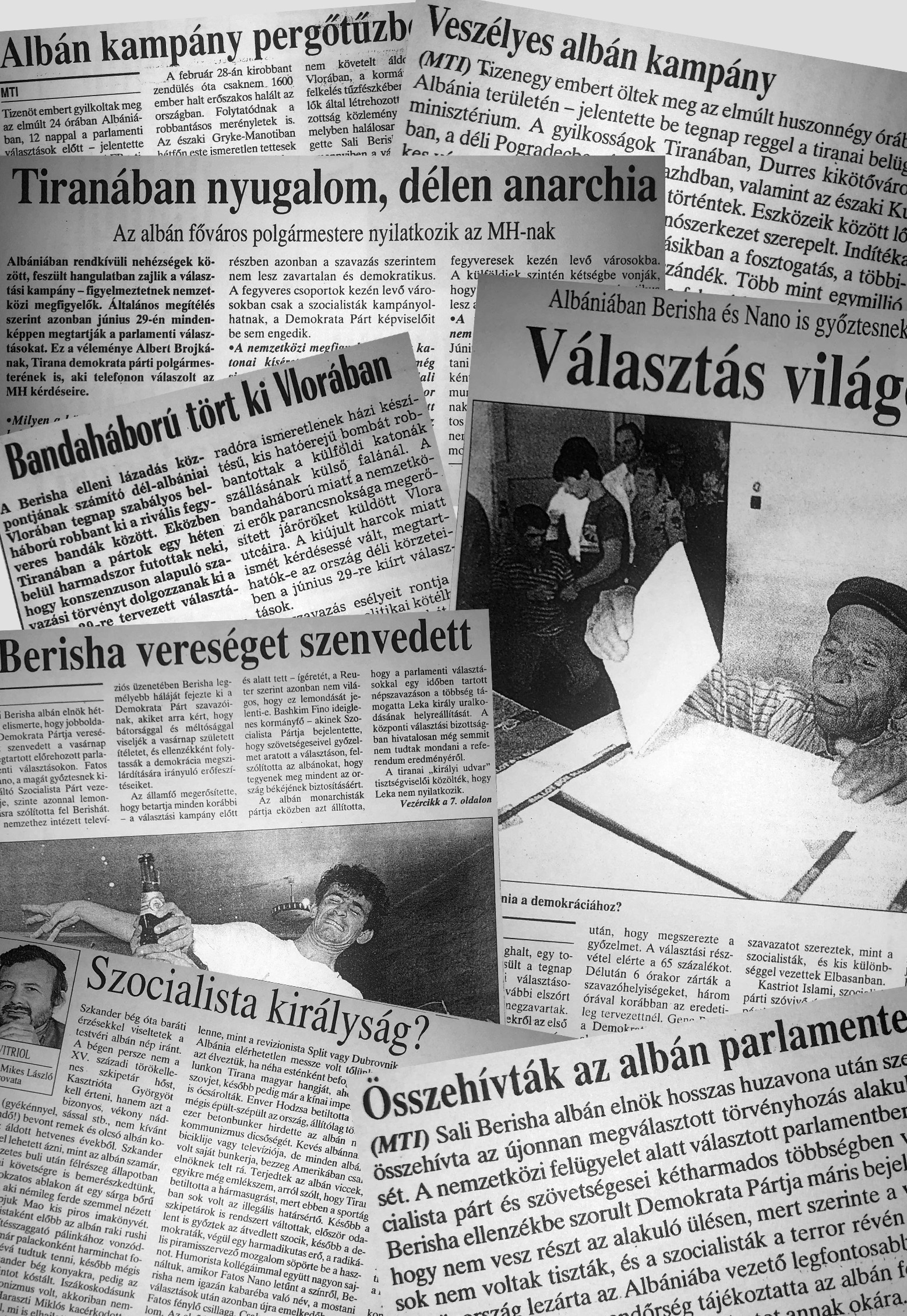
A magyarországi sajtó is érdeklődéssel kísérte az 1997-es nemzetgyűlési választásokat

Időközben a piramisjáték-válság következtében 1997 januárjától polgárháborús helyzet alakult ki az országban, a déli országrészeken a kormánnyal szembehelyezkedő felfegyverzett civilek vették át az uralmat. A kritikus helyzetben 1997 márciusában az ellenzék felfüggesztette a bojkottot és visszatért a nemzetgyűlésbe. Májusra a pártok képviselői megegyeztek egy új választási törvény kidolgozásában és az előrehozott választás kiírásában. Május 16-án a kormány azonban az ellenzék szempontjait figyelmen kívül hagyva átnyomta a törvényhozáson a választási törvényt, majd kiírták az előrehozott választást. Az új választási törvény többek között 155-re emelte a képviselői helyek számát, de továbbra is meghagyta a kevert választási rendszert: 115 mandátumot abszolút többségi, a fennmaradó 40-et pedig arányos elosztási rendszerben nyerhették el a pártok. A nemzetgyűlési választás végül 1997. június 29-e és július 6-a között lezajlott, nemzetközi békefenntartók részvételével, de több helyütt erőszakos atrocitásokkal. Az utcákat ellepték a fegyveresek, mindkét oldal így akarta megelőzni a rendbontást és a szervezett csalást. Fierben agyonlőtték az egyik szavazókör demokrata párti elnökét, de országszerte négy halálos áldozatról számoltak be a választás kapcsán. A nemzetközi megfigyelők értékelése szerint azonban a voksolás „a körülményekhez képest” rendben zajlott le. A nemzetgyűlési választás végül az ellenzéki szocialisták elsöprő győzelmével zárult, a kuvend 155 mandátumából 101-et szereztek meg, míg Berisha demokratái mindössze 24-et.
A munka az 1997. július 23-ai alakuló üléssel, a parlamentarizmus megújulásának ígéretével megindulhatott, de a szemben álló felek idővel ellehetetlenítették a nemzetgyűlés működését. Ezúttal a hatalomból kiszorult, választási csalást kiáltó demokraták bojkottálták a parlamenti munkát, de szeptemberben visszatértek a kuvend padsoraiba. 1997 októberében a nemzetgyűlési ülésteremben ökölpárbajra került sor a szocialista Gafur Mazreku és a demokrata párti Azem Hajdari között. Két nappal később Mazreku a kuvend előcsarnokában négy pisztolylövéssel megsebesítette Hajdarit. A politikai leszámolás kiújult, 1998 júniusában az előző, demokrata párti kormány több vezetőjét letartóztatták. 1998. szeptember 12-én az esti órákban Hajdari képviselőt a nyílt utcán agyonlőtték. Sali Berisha azonnal a szocialista kormányt, személyesen Fatos Nano miniszterelnököt vádolta meg a bűncselekménnyel, és parlamenti bojkottot hirdetett. A fővárosban kiújultak a zavargások és a fegyveres összecsapások, nyolc ember vesztette életét. A feldühödött tömeg elfoglalta a közszolgálati televízió székházát és több kormányhivatal épületét, a nemzetgyűlés kapuján pedig faltörő kossal hatoltak be. A kuvend szeptember 15-én kihirdette a szükségállapotot. Külföldi állami vezetők és diplomaták jelezték, hogy Berisha és a demokrata párt ezúttal túl messzire ment. Nyomásukra az erőszakhullám végül elült, majd 1998 decemberétől az ellenzéki képviselők szórványosan ismét részt vettek a parlamenti munkában. A koszovói háború is a nemzeti érdekek közös védelmére késztette az albán politikusokat, így egyévnyi bojkott után, 1999 júliusában a demokraták visszatértek a parlamentbe, újra megindult a nemzetgyűlési munka. 1998 októberében – az ellenzéki képviselők távollétében, de nemzetközi szakértők támogatásával – elfogadták Albánia új alkotmányát, amely a nemzetgyűlés működését is érintő változásokat hozott (lásd a következő fejezetben).

#### A konszolidáció évei (2000–2017)
A 2000-es évekre a korábban állandósult szélsőséges belpolitikai válsághelyzetek megszűntek. A 2001. június 24-ei választást ha szűk többséggel is, de újra a szocialisták nyerték, jóllehet, a 2001. őszi ülésszaktól választási csalásra hivatkozva az ellenzék távolmaradt. Négy évvel később az Albán Demokrata Párt szerezte meg a relatív többséget a nemzetgyűlésben, és alakíthatott koalíciós kormányt.
2008-ban a kuvend módosította a választási törvényt, ami fontos változásokat eredményezett a választási rendszerben. A megelőző tizenhat évben az albán kuvend képviselői helyeit úgy osztották el, hogy 100 helyet abszolút többségi győzelemmel, 40-et pedig a pártlistára leadott szavazatok arányában lehetett elnyerni. Ezt a kevert választási rendszert 2009-ben a zárt megyei listás, tisztán arányos népképviselet váltotta fel, vagyis a tizenkét megyei pártlistára leadott voksok arányában a D’Hondt-módszerrel osztják ki a nemzetgyűlési helyeket a 3%-os parlamenti küszöböt átlépő pártok vagy az 5%-ot elérő pártszövetségek között. Az új választási rendszer „főpróbája” a 2009. június 28-án megrendezett nemzetgyűlési választás volt, de az ismét politikai patthelyzetet teremtett. A voksolás alapvetően rendben zajlott le, a megfigyelők csupán a szavazatszámlálás és -összesítés kapcsán emeltek kifogásokat. A 2009. szeptember 7-én megalakult kuvend két fő ereje, a demokraták és a szocialisták azonban közel egyenlő számú mandátumot nyertek el, és egyiküknek sem volt elegendő többsége a kormányzáshoz. A szocialisták hiába követeltek újraszámlálást, majd miután a négy képviselői hellyel rendelkező Szocialista Mozgalom az Integrációért a mérleg nyelveként a demokraták javára döntötte el a helyzetet, bojkottálták a nemzetgyűlési munkát, húsz képviselőjük pedig éhségsztrájkba kezdett. A kuvendből való kivonulásuk a törvényalkotást és a kormányzati munkát egyaránt megbénította, hiszen a nemzetgyűlésben nem volt meg a sarkalatos törvények elfogadásához szükséges háromötödös többség. A szocialista ellenzék végül 2010 márciusában függesztette fel a bojkottot, és tért vissza a nemzetgyűlésbe. Miután a kormánypárti Szocialista Mozgalom az Integrációért elnöke, Ilir Meta korrupciós vádak miatt lemondani kényszerült, 2011 januárjában az ellenzéki szocialisták utcai megmozdulásokat szerveztek, amelyek során négy tüntető az életét veszítette. Február 10-én az ellenzék ismét nemzetgyűlési bojkottot hirdetett, előrehozott választást és korrupcióellenes intézkedéseket követelve, de nemzetközi nyomásra a nyári ülésszak végén visszatértek a parlamenti politizáláshoz.
A 2013. június 23-án megrendezett választás eredményeként két demokrata párti ciklust követően a szocialisták vezette pártszövetség ragadta magához a nemzetgyűlési többséget, a képviselői helyek csaknem 60%-át szerezték meg. Két, a politikai kultúra szempontjából üdvözítő momentumot is hozott ez a választás. Bár az alkotmány lehetővé teszi, hogy a kormánytagok egyszersmind nemzetgyűlési képviselők is legyenek, a hatalmi ágak szétválasztásának céljával az új kabinet tagjai lemondtak mandátumukról. Ezt követően az így megürült tizenhat képviselői székbe – a női képviselők arányát javítandó – a győztes pártlista női indulóit delegálták.

#### Alkotmányos válsághelyzet (2017–)
2017. június 25-én került sor az újabb választásra az 1990-es éveket idéző, forrongó politikai hangulatban. Az ellenzék Lulzim Basha vezetésével 2017 februárjától bojkottálta a nemzetgyűlési munkát, arra hivatkozásul, hogy a kormányzó szocialisták választási csalásra készülnek. A kormányfő Edi Rama lemondását és egy szakértői kormány kinevezését tekintették a választás tisztaságának egyedüli zálogául. Pártjukat és jelöltjeiket a törvényes határidőig sem voltak hajlandóak regisztrálni, a miniszterelnöki irodaház előtt sátrat állítottak fel és utcai tiltakozásokat szerveztek. Három hónap elteltével, 2017. május közepén a felek – nemzetközi közvetítéssel – megtalálták a helyzetből kivezető kompromisszumot: Rama a helyén maradt, de kormányába, hét tárca élére az ellenzék által kijelölt szakértőket nevezett ki, valamint kötelezte magát a választási csalások büntetőjogi szigorítása és a választási kampányköltések átláthatóvá tétele mellett. Egyúttal a köztársasági elnököt közösen arra kérték, hogy a választást a tervezettnél későbbi időpontra írja ki, így biztosítva az ellenzék regisztrálását és indulását a nemzetgyűlési voksoláson. Ez a 2017-es volt az albán nemzetgyűlési bojkottok sorában az első, amely megoldáshoz, politikai kompromisszumhoz vezetett. A rendben, nyugodt körülmények között lezajlott választást végül a kormányon lévő szocialisták nyerték meg, a nemzetgyűlési mandátumok 52%-át megszerezve, szemben a demokraták 30%-ával.
A nemzetgyűlési munka azonban akadozott. A demokrata párti ellenzék már a 2018. tavaszi ülésszak munkáját is megnehezítette azzal, hogy nem volt hajlandó részt venni az állandó bizottságok munkájában, emellett egyes ülésnapokat is bojkottált. A fő indítékot egy újabb korrupciós ügy szolgáltatta: a 2013–2017 közötti szocialista belügyminiszter, Saimir Tahiri ellen folyó ügyészi vizsgálat során kiderült, hogy a kábítószerpiacon aktív szervezett bűnözői csoportokkal tartott fenn kapcsolatot. A 2018. őszi ülésszak már az ellenzéki képviselők részvétele nélkül vette kezdetét, bár bojkottot hivatalosan nem hirdettek. A demokrata párti honatyák az elleni tiltakozásul maradtak távol a törvényhozástól, hogy az állításuk szerint bűnözői körökkel összefonódott szocialista kormány irányítása alatt bűnözési hullám söpört végig az országon. Az év végével, decemberben az ellenzéki képviselők visszatértek a nemzetgyűlésbe. 2019. január 30-án azonban olyan hangfelvételek leiratai kerültek nyilvánosságra, amelyek a 2017-es nemzetgyűlési választás kapcsán szervezett bűnözői csoportok által elkövetett nagy tömegű szavazatvásárlásra, egyúttal kormánypárti politikusok érintettségére is utaltak. Február elején az ellenzék két fő pártjának képviselői ismét bojkottot hirdettek, de ezúttal újkeletű tiltakozási formaként le is mondtak képviselői mandátumukról, hogy így kényszerítsék ki a szocialista kormány lemondását és előrehozott választás kiírását. Miután azonban nem csupán felfüggesztették a parlamenti munkát, hanem megbízatásukat is visszaadták, helyüket a választási törvénynek megfelelően a 2017-es választás pártlistáinak soron következő képviselőjelöltjei kezdték feltölteni. 2019. március 16-án egy többezres ellenzéki tüntetés feldühödött csoportja törte át a rendőrségi kordont és rohanta meg a nemzetgyűlés épületét, de végül vízágyúval és könnygázzal oszlatták fel a tömeget. Az ellenzék nélkül működő törvényhozás, a folyamatos alkotmányos válság nem csupán belpolitikai szempontból ártalmas az albán demokrácia, a demokratikus intézmények működésére nézve, de az ország európai uniós integrációját is veszélyezteti.

## Feladata és hatáskörei
Az Albán Köztársaság hatályos alkotmányát a nemzetgyűlés 1998. október 21-én fogadta el. Miután a november 22-ei országos népszavazáson elnyerte a választópolgárok támogatását is, 1998. november 28-án hirdették ki. Harmadik fejezete rendelkezik a kuvend mandátumáról, munkarendjéről és működésének részleteiről. Az alábbi összefoglalás az Albán Köztársaság alkotmányának a hivatalos közlönykiadó által gondozott, 2016-os szövege, valamint a 2008-as választási törvény alapján készült. Az alkotmány egyes cikkeire szögletes zárójelben elhelyezett A jelű szám hivatkozik, míg a választási törvény cikkeire V jelű számokkal utalunk.

### Megválasztása és megbízatása

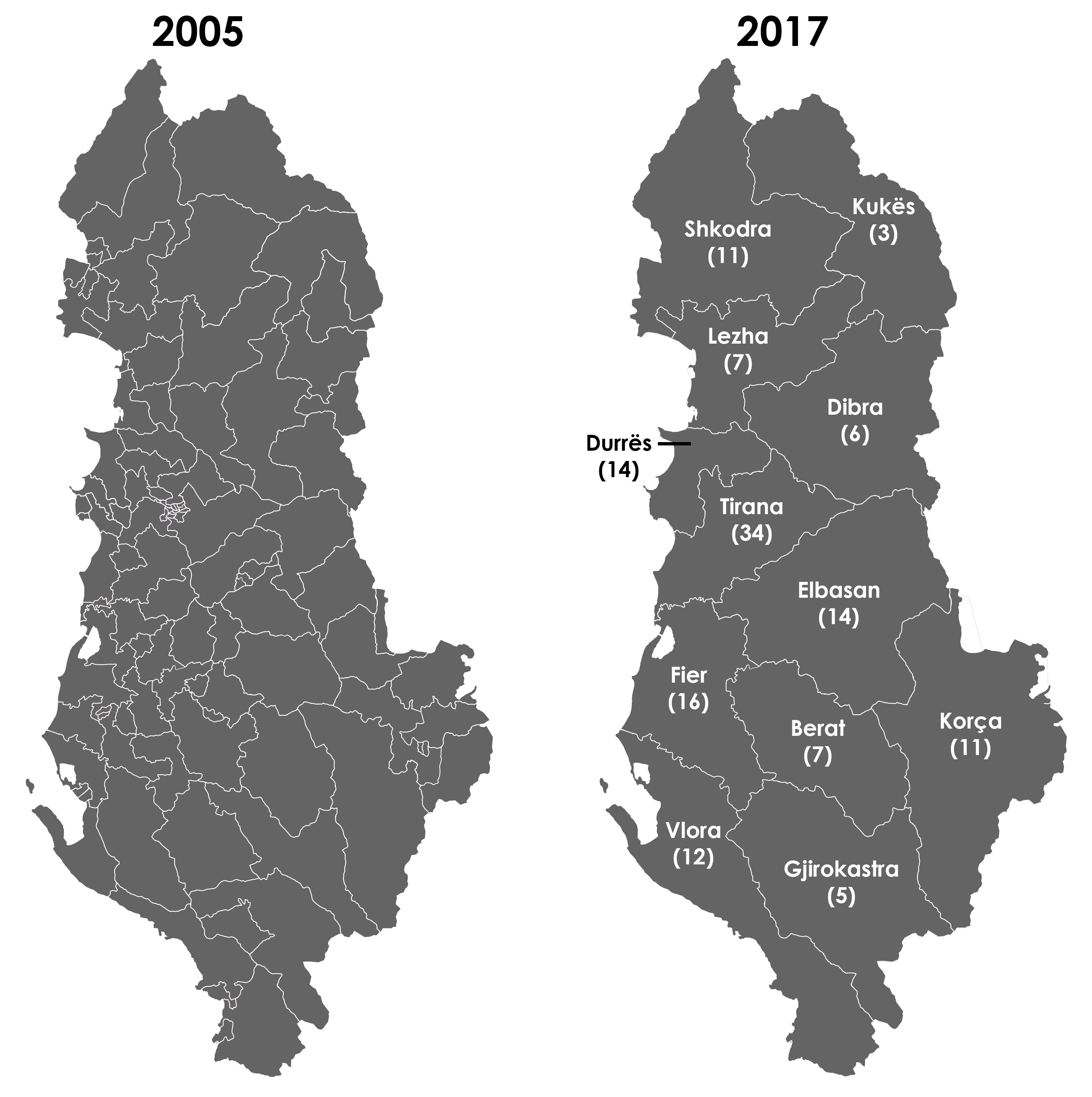
A nemzetgyűlési választókerületek területi beosztása 2005-ben és 2017-ben (zárójelben a választókerületben elnyerhető mandátumok száma)

A nemzetgyűlés száznegyven képviselője egyfordulós, zárt listás arányos választási rendszerben nyeri el mandátumát. A választókerületek határainak egybe kell esniük egy közigazgatási egység határaival, választókerületek egyéb szempontok szerint nem alakíthatóak ki. 2009 óta Albánia tizenkét megyéje alkotja az ország tizenkét választókerületét. [A64, V27, V74] Egy-egy választókerület (megye) nemzetgyűlési mandátumainak a számát minden választás előtt a Központi Választási Bizottság határozza meg az aktuális népesség-nyilvántartási adatok alapján, a népességszámmal arányosan és a választási törvényben részletezett számítási módszer szerint. [V75, V76] Ahhoz, hogy egy párt vagy pártszövetség a nemzetgyűlésbe képviselőket delegálhasson, be kell gyűjtenie a választókerületben leadott érvényes szavazatok 3%-át, illetve 5%-át. [V162]
A választáson induló pártok hetven, pártszövetségek hatvan nappal a választás időpontja előtt kötelesek regisztrálni magukat a Központi Választási Bizottságnál. [V64, V65] Választókerületi listájukat képviselőjelöltjeik nevével és sorrendjével legkésőbb ötven nappal a választás előtt kell benyújtaniuk, pártok esetén ötezer, pártszövetségek esetén hétezer választópolgári ajánlás mellékelésével. [V67, V68] A lista zárt, a képviselőjelöltek sorrendje azt követően már nem módosítható, ha az illetékes választókerületi bizottság befogadta a jelölést. [A68] A pártok és pártszövetségek mellett a választópolgároknak is joguk van nemzetgyűlési képviselők jelölésére, amennyiben ebből a célból regisztrálnak egy kilenc választópolgárból álló jelölőbizottságot, és összegyűjtik a választókerületi szavazópolgárok 1%-ának, de legfeljebb háromezer választópolgárnak a támogató aláírását. [A68, V69] Passzív választójoggal, azaz a választhatóság jogával nem rendelkeznek, ezért választáson nem jelölhetőek bírák és ügyészek, fegyveres erők aktív szolgálatukat töltő tagjai, rendőri és nemzetbiztonsági szervezetek tagjai, diplomáciai képviseletek tagjai, községi elöljárók és polgármesterek, választókerületi bizottsági tagok, köztársasági elnök és más magas rangú állami tisztviselők, valamint a jogerős büntetésüket töltő állampolgárok. [A45, A69]
A választási kampány harminc nappal a választás dátuma előtt veszi kezdetét és egy nappal előtte ér véget. A választást megelőző napon és a voksolás napján kampánycsend van érvényben. [V77] A választási kampány költéseit a költségvetésben erre a célra elkülönített összegből az állam finanszírozza. A költségkeret 95%-át az előző választáson elnyert összesített szavazataik arányában osztják szét a pártok között, 5%-át pedig az újonnan alapított politikai formációk rendelkezésére bocsátják. [V87/2] A pártkötődéssel nem rendelkező, állampolgári kezdeményezésre induló független jelöltek kampányköltéseiket erre a célra létrehozott alapítványon keresztül finanszírozzák. [V89]
A választáson szavazhat minden tizennyolcadik életévét betöltő, Albánia területén állandó lakcímmel rendelkező albán állampolgár, amennyiben nem tölti jogerős büntetését. [V3, V44] A szavazóköröket úgy alakítják ki, hogy legalább 200, és legfeljebb 1000 választópolgár szerepeljen a szavazóköri névjegyzékben. [V46]
A nemzetgyűlés megbízatása négyéves időtartamra szól, mandátuma az alakuló üléstől számított negyedik év azonos naptári napjáig él. Ennek megfelelően a soron következő nemzetgyűlési választást az aktuális kuvend alakuló ülésének napjától számított négy naptári éven belüli időpontra kell kiírni. A mandátum lejárta előtti hatvan napban csak különösen indokolt esetben folyhat törvényalkotó munka a nemzetgyűlésben. A kuvend esetleges feloszlatása esetén a nemzetgyűlési választást negyvenöt napon belüli időpontra kell kitűzni. [A65] A nemzetgyűlés mandátumának érvényessége csak háború esetén hosszabbítható meg. [A66] A köztársasági elnöknek az új nemzetgyűlés alakuló ülését legkésőbb az előző kuvend alakuló ülésétől számított négy éven és tíz napon belüli időpontban össze kell hívnia. Amennyiben választást nem az előző nemzetgyűlés mandátumának lejárta miatt kell kiírni, az alakuló ülésnek a végleges eredmények kihirdetésétől számított tíz napon belül meg kell történnie. Amennyiben a köztársasági elnök ezen alkotmányos kötelességét elmulasztaná, a nemzetgyűlés jogosult az alkotmányban foglalt legkésőbbi időpontban megalakulni. [A67] A megválasztott képviselők nemzetgyűlési képviselőcsoportokat (frakciókat) alakíthatnak, ennek feltétele, hogy a képviselőcsoport legalább hét főből álljon.
A miniszterelnöknek jogában áll a nemzetgyűlés feloszlatásának folyamatát bizalmi szavazással megindítani. Amennyiben az összes nemzetgyűlési képviselő kevesebb mint fele szavaz bizalmat, a miniszterelnök két napon belül kezdeményezi a köztársasági elnöknél a kuvend feloszlatását, amit az tíz napon belül köteles végrehajtani. [A104]

### Munkarendje és működése

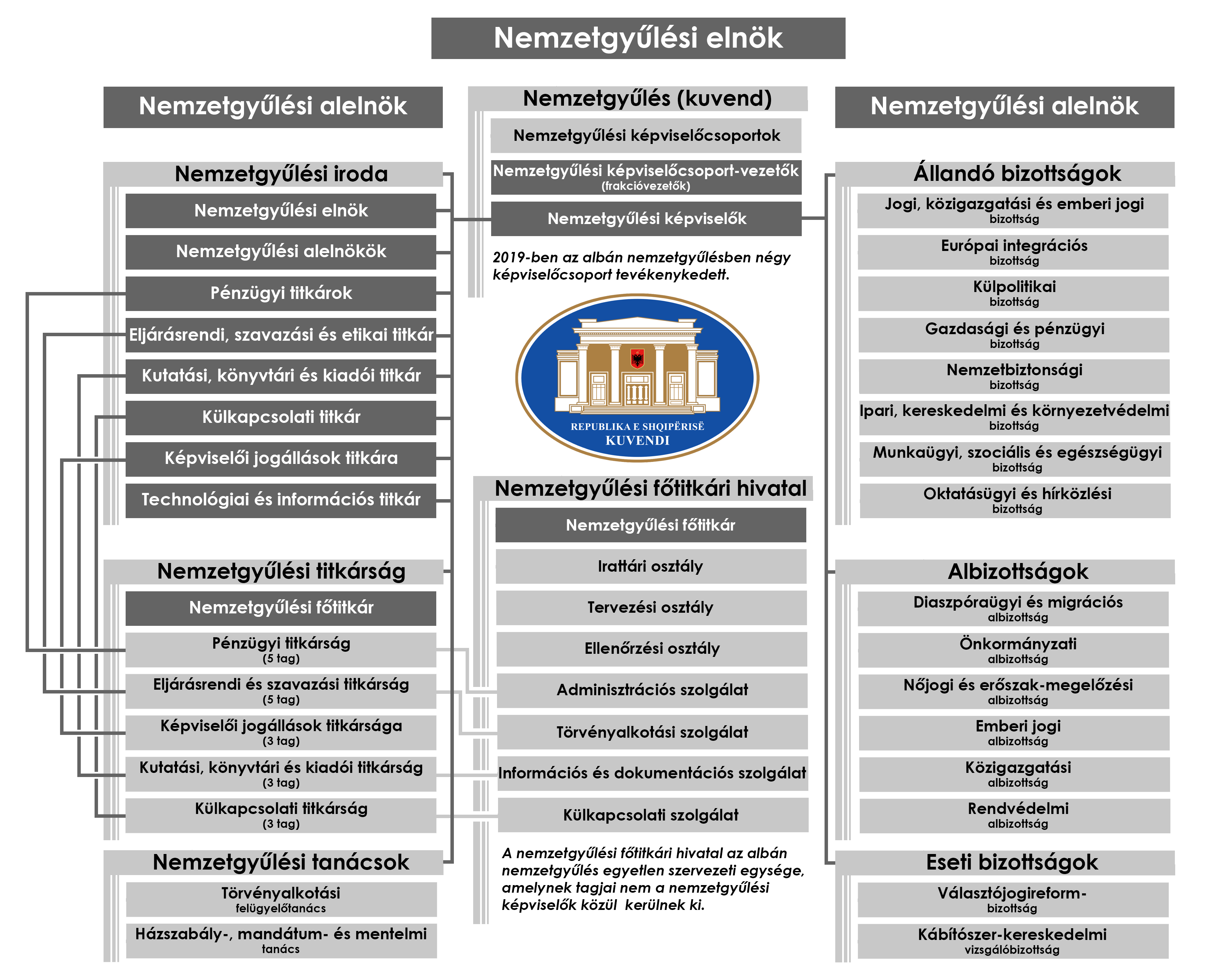
Az albán nemzetgyűlés szervezeti egységei 2019-ben

A nemzetgyűlési törvényalkotás munkája évente két ülésszakban folyik. Az első ülésszak január harmadik hétfőjén, a második szeptember első hétfőjén kezdődik. A köztársasági elnök, a miniszterelnök vagy a nemzetgyűlési képviselők egyötöde rendkívüli ülésszakot rendelhet el, amelyet a nemzetgyűlés elnöke hív össze. [A74] A házszabályt érintő kérdésekben a képviselők abszolút többsége dönt. [A75]
A nemzetgyűlési képviselők joga a nemzetgyűlési elnök megválasztása és visszahívása. [A75] A nemzetgyűlési elnök feladata a nemzetgyűlési ülés megnyitása, vezetése és berekesztése, a nemzetgyűlés tekintélyének megóvása, valamint képviselete más hazai vagy külföldi állami szervekkel való kapcsolatában. [A76] A kuvend munkájának szervezeti, adminisztrációs, pénzügyi, jogi stb. vonatkozásait a nemzetgyűlési iroda és a nemzetgyűlési főtitkárság segíti. Előbbi vezetője a nemzetgyűlési elnök, utóbbié a nemzetgyűlési főtitkár. [A76] Egyéb tisztségek felállításáról és betöltéséről a házszabállyal összhangban dönthetnek a nemzetgyűlési képviselők. [A76] Nemzetgyűlési ülésnap a köztársasági elnök, a miniszterelnök vagy a képviselők egyötödének kezdeményezésére is berekeszthető, amennyiben a jelen lévő képviselők abszolút többsége is elfogadja. [A79] A miniszterelnök és a minisztertanács tagjai részt vehetnek a nemzetgyűlés vagy bármely bizottsága ülésén, kérésükre hozzászólási jogukat biztosítani kell. A miniszterelnök vagy a minisztertanács bármely tagja három héten belül köteles megválaszolni a hozzá intézett képviselői interpellációt. [A80]
A nemzetgyűlési képviselők részvételével állandó és eseti nemzetgyűlési bizottságok alakíthatóak. Eseti bizottság alakításának előfeltétele a nemzetgyűlési képviselők egynegyedének ajánlása. Az eseti bizottságok vizsgálataik során törvénytelen eszközökhöz mentelmi joguk oltalmában sem nyúlhatnak. Határozataik nem kényszerítő erejűek, de kérhetik az ügyészségi eljárás megindítását. [A77] Az állandó és eseti bizottságok dönthetnek egyes állami szervek és testületek vezetőinek személyes meghallgatásáról, akik a törvények betartásával kötelesek megadni a bizottság munkájához szükséges információkat. [A80]

### Törvényalkotó munkája
Törvényalkotást a minisztertanács, bármely nemzetgyűlési képviselő vagy választópolgárok húszezres csoportja kezdeményezhet, és amennyiben szükséges, a törvény vagy törvénymódosítás benyújtójának a pénzügyi feltételeket is részleteznie kell. [A81, A82] Amennyiben a törvény vagy törvénymódosítás bevezetése a központi költségvetés be nem tervezett, de számottevő költségével jár, a nemzetgyűlés köteles a tervezetet a minisztertanács elé terjeszteni (amennyiben nem tőlük érkezett a kezdeményezés), amelynek harminc nap áll rendelkezésére a véleményezésre. Amennyiben a minisztertanács részéről harminc napon belül nem érkezik vélemény, a törvényalkotás munkája folytatható. [A82] Hasonlóképpen, ha a nemzetgyűlés helyesnek látja, a képviselők egyötödének javaslata alapján országos referendumot rendelhet el egy-egy törvénytervezet ratifikálása kapcsán. [A150] A nemzetgyűlés elé benyújtott törvénytervezetet a nemzetgyűlési képviselők három alkalommal kötelesek megvitatni, és minden egyes alkalommal szavazással határozni a törvényalkotási folyamat folytatásáról vagy berekesztéséről: első ízben a törvénytervezet elvi céljait vitatják meg, második alkalommal a cikkeket tárgyalják végig (és minden cikkről egyesével voksolnak), végül pedig a törvénytervezet egészének elfogadásáról szavaznak. A minisztertanács kérésére vagy a nemzetgyűlési képviselők egyötödének javaslatára, és nem sarkalatos törvény esetén, lehetőség van a gyorsított törvényalkotásra, de ebben az esetben is egy hétnek el kell telnie a törvénytervezet beterjesztése és elfogadása között. [A83] Nemzetgyűlési határozat, törvény vagy törvénymódosítás elfogadása a jelen lévő képviselők abszolút többségének támogató szavazatával lehetséges. [A78] Ez alól a sarkalatos törvények képeznek kivételt, amelyek elfogadását az alkotmány minősített többséghez, legtöbb esetben az összes nemzetgyűlési képviselő háromötödének támogatásához köti. Sarkalatosak az alkotmányban foglalt állami szervek működését, a különleges jogrend bevezetését illető törvények, továbbá az állampolgársági, a választási, a népszavazási, a büntetőjogi, a köztisztviselői, a közigazgatási és az amnesztiatörvény. [A78, A81] Minősített esetben a minisztertanács is elfogadhat törvényerejű rendeletet, de azt a nemzetgyűlésnek öt, legkésőbb negyvenöt napon belül jóvá kell hagynia. Amennyiben erre nem kerül sor, a minisztertanács törvényerejű rendelete nem léphet életbe. [A101]
A nemzetgyűlés által elfogadott törvényt vagy törvénymódosítást a köztársasági elnök húsz napon belül köteles aláírni és kihirdetését elrendelni. [A84] A köztársasági elnöknek alkotmány adta lehetősége, hogy az elé került törvényt megfontolásra visszaküldje a nemzetgyűlésnek, de ezt csak egyszeri alkalommal teheti meg. Amennyiben az összes nemzetgyűlési képviselő abszolút többsége újólag megerősíti a törvényt, a köztársasági elnök betekintési jogát elveszíti. [A85] Amennyiben a köztársasági elnök alkotmányos kötelességét elmulasztva húsz napon belül sem véleményezi az elé került törvényt vagy törvénymódosítást, az az elfogadása utáni huszadik napon ellenjegyzettnek minősül. Az albán nemzetgyűlés Fletore Zyrtare című hivatalos közlönyének következő számában a törvény kihirdetésre kerül, és ezt követően legkésőbb tizenöt napon belül hatályba lép. [A84]
A törvényalkotói munka mellett a nemzetgyűlés jogai közé tartozik az alkotmány felülvizsgálatának kezdeményezése [A177], a köztársasági elnök titkos megválasztása öt évre [A87], a köztársasági elnök által kinevezett miniszterelnök személyének jóváhagyása [A96], illetve abszolút többséggel támogatott bizalmatlansági indítvány esetén a miniszterelnök menesztésének kezdeményezése [A105], a kilenctagú alkotmánybíróság három [A125], a tizenegy tagú Legfelsőbb Bírói Tanács három [A147], a szintén tizenegy tagú Legfelsőbb Ügyészi Tanács öt tagjának megválasztása [A149], a legfőbb ügyész [A147/d], az ombudsman (albánul avokati i popullit, ’a nép ügyvédje’) [A60], az Albán Bank főigazgatójának [A161], a számvevőszék igazgatójának megválasztása [A162], hadi állapot vagy szükségállapot kihirdetése [A172, A173], nemzetközi egyezmények ratifikálása [A121], valamint az őszi ülésszakban a miniszterelnök által benyújtott következő évi költségvetés elfogadása [A158].

### Képviselőinek jogállása
A nemzetgyűlési képviselők a nép képviseletét látják el, ettől eltérő érdekek érvényesítésére nem utasíthatók. Más állami funkciót nem láthatnak el, de nemzetgyűlési megbízatásukkal párhuzamosan szabadon beválaszthatóak a minisztertanácsba. Nem származhat egyéb jövedelmük állami vagy önkormányzati megbízásból, és állami vagy önkormányzati tulajdont sem vásárolhatnak, ellenkező esetben a nemzetgyűlés elnöke vagy a képviselők egytizede kezdeményezheti a helyzet alkotmánybírósági kivizsgálását. [A71] Mandátumuk átvétele előtt a képviselők kötelesek esküt tenni a kuvend előtt. [A72]
A képviselőket mentelmi jog illeti meg. Nem viselnek büntetőjogi felelősséget a nemzetgyűlésben elhangzott véleményükért vagy leadott szavazatukért. A nemzetgyűlés jóváhagyása nélkül nem tartóztathatóak le, nem foszthatóak meg személyes szabadságuktól. Amennyiben egy képviselőt bűnelkövetés közben, alapos gyanúval letartóztatnak, a főügyész vagy a Különleges Ügyészi Hivatal vezetőjének halasztást nem tűrő kötelessége a nemzetgyűlés értesítése; a nemzetgyűlés a tények ismeretében dönthet a letartóztatott képviselő személyes szabadságának visszaadásáról. [A73]

## Megítélése és demokratizmusa
Az országot káosszal fenyegető, fordulatos belpolitikai eseményekben bővelkedő 1990-es éveket követően a parlamentáris demokrácia elindult a konszolidáció útján Albániában. A kuvend működésének alkotmányos alapja (1998) és a választási törvény (2008) kiállja a modern jogállamiság próbáját. Ugyanakkor a demokratikus intézmények, köztük a nemzetgyűlés működése és megítélése nem választható el a politikai környezettől, amit Albániában elsősorban a minden szinten jelen lévő korrupció, a politikai elit polarizáltsága és arroganciája, valamint a polgárok egy részének apolitikus magatartása jellemez. Mindhárom tényező rányomja bélyegét a kuvend munkájára és a nemzetgyűlési választásokra is. Állandó probléma a korrupt, tisztességtelen politikai befolyás a választókerületi, szavazóköri vagy szavazatszámláló bizottságokra. Komoly gond a szavazatvásárlás, a köztisztviselők voksolásra kényszerítése vagy a csoportos szavazás. Az alapvetően patriarchális albán társadalom egyik modern megnyilvánulása a családi szavazás intézménye, amelynek során a családfő voksol valamennyi szavazóképes családtagja helyett. Az illetéktelen szavazás problémájának nagyságát jelzi, hogy a 2005-ös nemzetgyűlési választás előtt 15 ezer születési anyakönyvet loptak el egy hivatalból (az albán szavazó anyakönyvvel is igazolhatja magát). A politikai közbeszéd érdemi viták helyett folyamatos konfrontációktól, sárdobálástól, időnként tettlegességig fajuló atrocitásoktól terhes. A kuvendben és a nyilvánosságban rendszeresek a trágár, obszcén hangvételű személyeskedések, választás idején a durva kampány, majd a választási eredmények megkérdőjelezése, a győztes ellenfél csalással vádolása. A politikai harc vissza-visszatérő, majd állandósuló fegyvere a nemzetgyűlés bojkottja, amelynek során a legutóbbi választáson vesztes fél vagy a parlamenti kisebbségbe szoruló politikai formáció szabotálja a nemzetgyűlési munkát. Jellemző közvélekedés, hogy a nemzetgyűlésben valós törvényhozási munka egyébként sem folyik, a választási kampányban tett ígéretek beváltatlanul maradnak, és a politikusok leginkább saját vagyonuk gyarapításával vannak elfoglalva. Mindez jelentősen hozzájárul ahhoz, hogy az albán átlagpolgár szemében a demokratikus intézmények, köztük a kuvend tekintélye és hitele jelentősen megkopott. A gyakori nemzetgyűlési bojkottok idején a törvényalkotás folyamata lelassul vagy éppen alkotmányos aggályokat keltve mesterségesen felgyorsítják, leegyszerűsítik, érdemi többoldali véleményütköztetések nélkül. A közvélemény jelentős része megkérdőjelezi a választások tisztaságát, a társadalom egyre nagyobb hányada fordul el a politikától. Ezt illusztrálja a nemzetgyűlési választásokon 2001 óta 45-55% között ingadozó részvételi arány, amely különösen a megelőző évtized szavazási hajlandóságához képest jelentős visszaesés, és világosan jelzi a pátpolitikától elidegenedett, szkeptikus választói magatartást.
A választási infrastruktúra is hagy kívánnivalókat maga után. A 2000-es években rendszeresek voltak a választói névjegyzék, a választópolgárok azonosítása és a szavazatösszesítések körüli adminisztratív hiányosságok, a voksolásra alkalmatlan szavazókörök kijelölése, a szavazás kezdő és záró időpontjának nagyvonalú kezelése stb. Ezen problémák egyikét-másikát orvosolták a 2010-es években, 2013-ban például egy-egy megyében elektronikus úton történt a szavazók regisztrálása és azonosítása, illetve a voksok összeszámlálása.

### Nők a nemzetgyűlésben

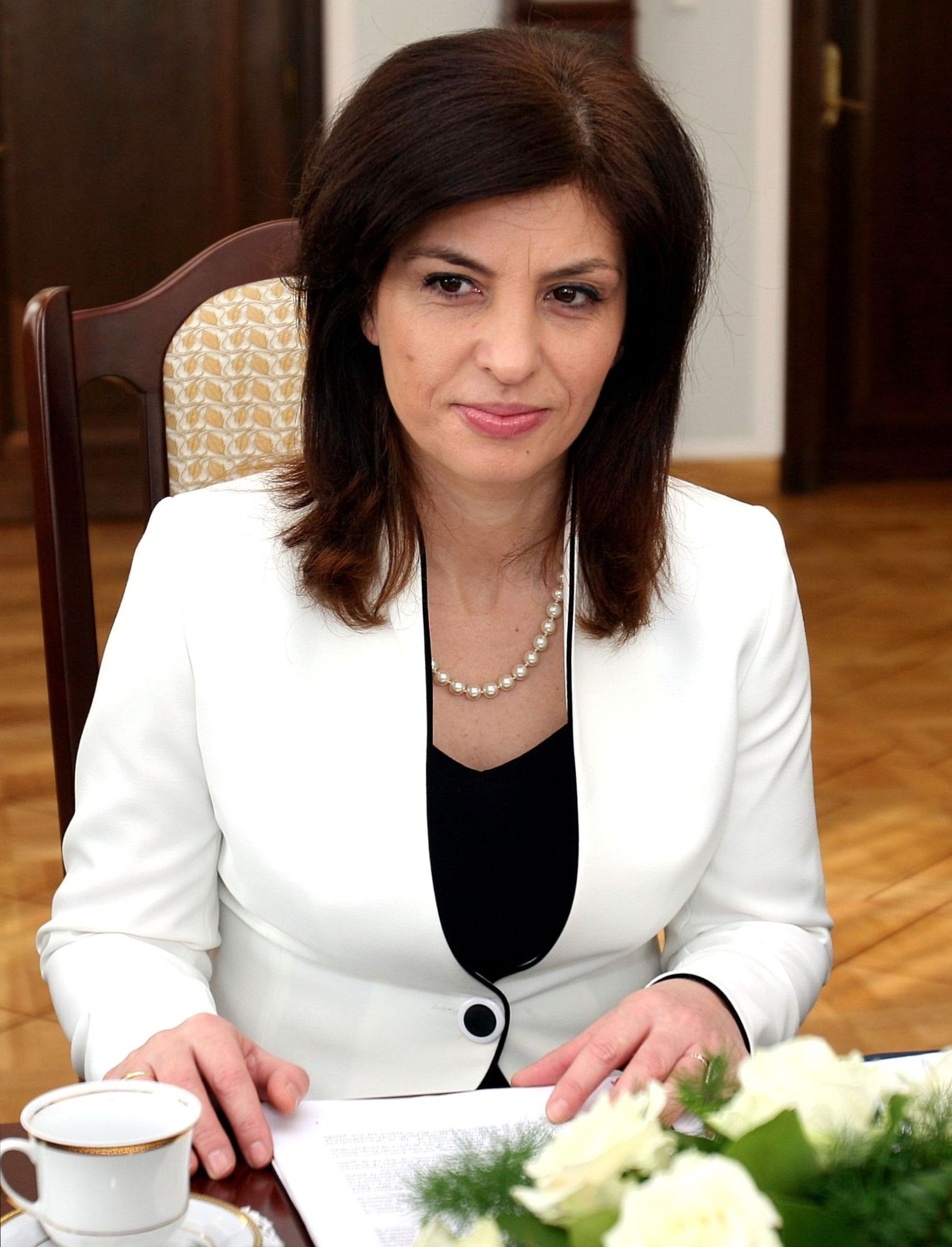
Az albán nemzetgyűlés 2005–2013 közötti első női elnöke, Jozefina Topalli

A nők Albánia történetében először az 1945-ös nemzetgyűlési választáson élhettek szavazati jogukkal, egyúttal a politikai karrier lehetősége is ekkor nyílt meg előttük. Korábban, bár elviekben megillette őket a választhatóság joga, az 1921 és 1943 között megalakult albán nemzetgyűlésekben egyetlenegy nő sem kapott szerepet. Ezen a gyakorlaton változtatott az Albán Kommunista Párt, amikor az 1944-ben felállított Nemzeti Felszabadítási Antifasiszta Főtanács 121 tagja közé hét nőt választott (Nebahet Bakiri, Naxhije Dume, Liri Gega, Ela Gjikondi, Hilmie Kosturi, Ollga Plumbi és Mila Vangjeli). Az állampárti kuvend első évtizedeiben a női képviselők aránya 7-17% között alakult, az 1970-es évtől pedig jelentősen megnövekedett. Az 1974-ben megalakult nemzetgyűlésben arányuk mindmáig a legmagasabb, 35,2%-os volt, de a rendszerváltás előtti két évtizedben egyszer sem ment 26% alá. A demokratikus átmenet idején visszalépésnek volt tekinthető, hogy a női képviselők aránya jelentősen visszaesett, és a 2005-ig megválasztott hat törvényhozásban részarányuk csupán 3 és 15% között mozgott. Elemzések szerint ennek oka az albán társadalom hagyományosan patriarchális szemléletén – és ennek egyik következményeként a nők alacsony önbecsülésén – túlmenően az lehet, hogy az eldurvuló politikai kultúra taszítja a közéleti szerepvállalásra törekvő nőket. A nemzetgyűlés partiarchális jellegén enyhített, hogy 2005-ben Jozefina Topalli személyében megválasztották az albán nemzetgyűlés történetének első női elnökét, aki két cikluson át 2013-ig irányította a törvényhozás munkáját. 2008-ban a kuvend törvényt hozott a nemek társadalmi esélyegyenlőségéről, amely egyebek mellett arról is rendelkezett, hogy egyik nem részaránya sem lehet kevesebb 30%-nál a politikai döntéshozó testületekben, a nemzetgyűlési választáson induló pártok jelöltlistáján és a választási bizottságokban. Az ugyanabban az évben elfogadott választási törvény ezt annyival toldotta meg, hogy a pártlisták első három helyén mindkét nemnek képviseltetnie kell magát. A 2009-es nemzetgyűlési választáson ugyan már a pártlisták jelöltjeinek 31%-a nő volt, de a listák kevésbé előkelő helyein, így végül a megalakuló nemzetgyűlésben is csupán 16,4%-os lett a női képviselők aránya. Az áttörést ezen a területen a 2017-es nemzetgyűlési választás látszott elhozni: a voksolás után összeült nemzetgyűlés női képviselőinek részaránya a népköztársasági éveket idézve csaknem 28%-os lett. Lindita Nikolla személyében 2021-ben az albán nemzetgyűlés története során másodszor választottak női elnököt.

## Épületei

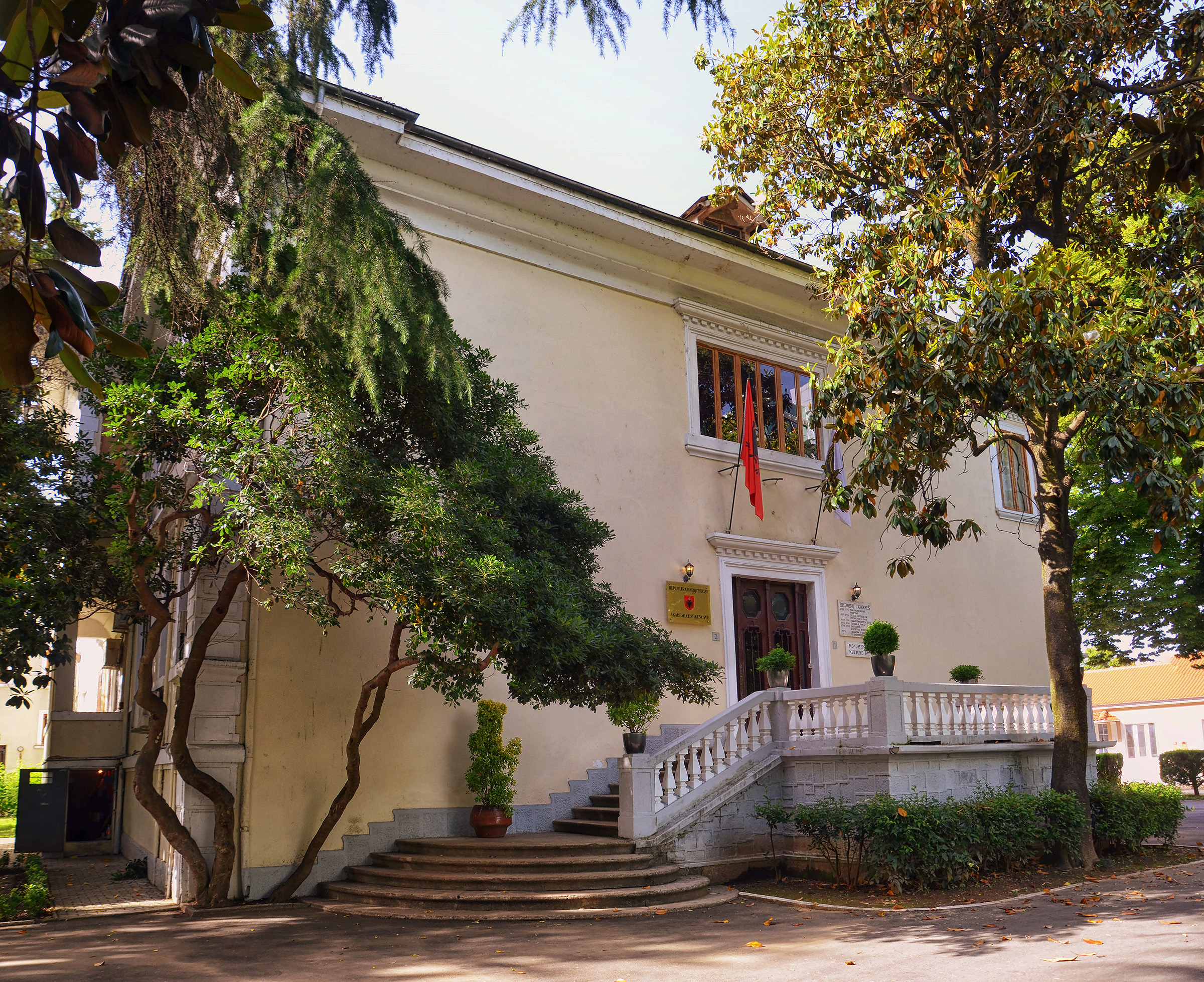
Az Albán Tudományos Akadémia székhelye, 1920 és 1926, majd 1946 és 1956 között az albán nemzetgyűlés épülete

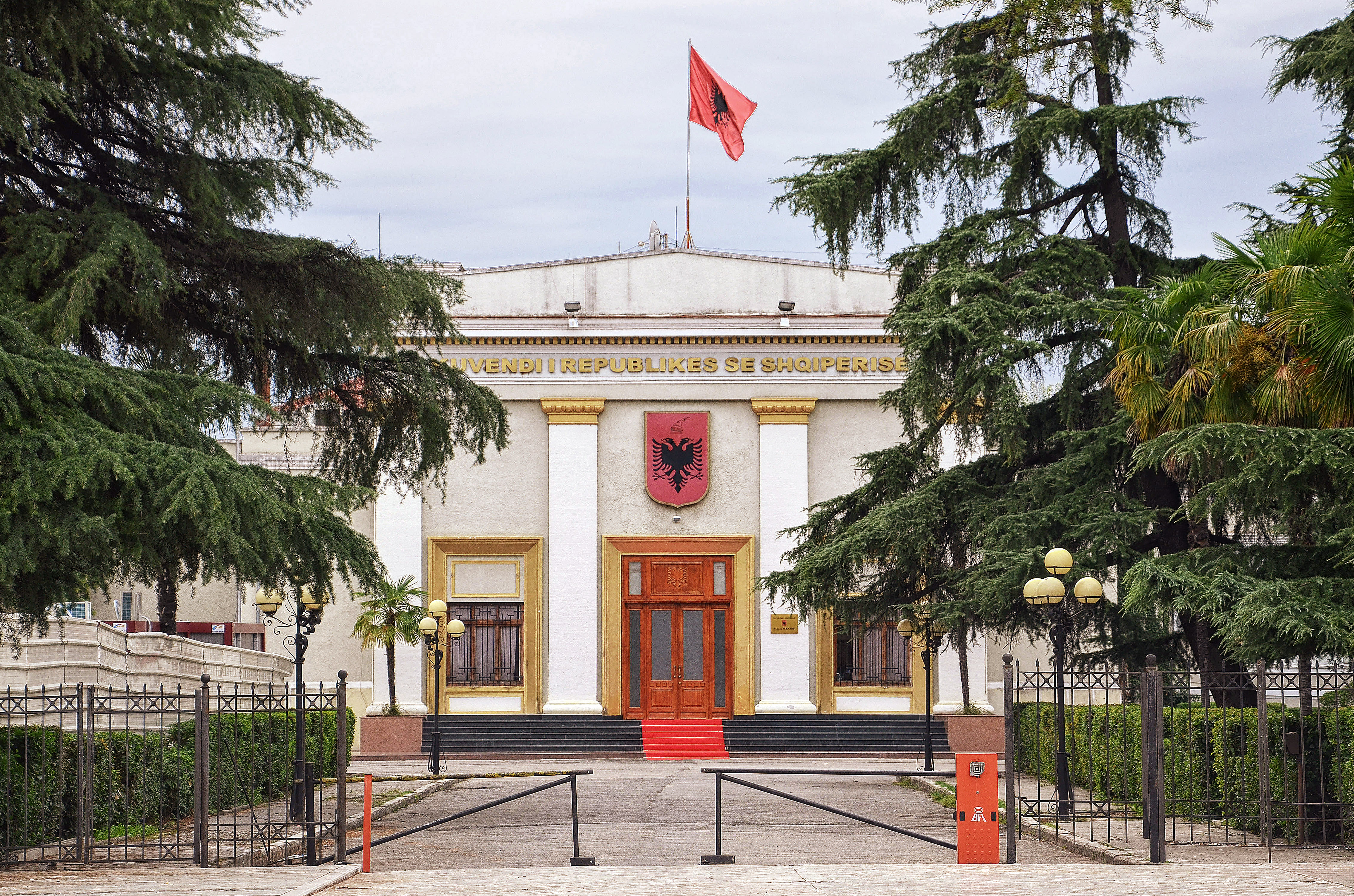
Az albán nemzetgyűlés épülete 1956 óta, a Nemzetgyűlési Ülésterem

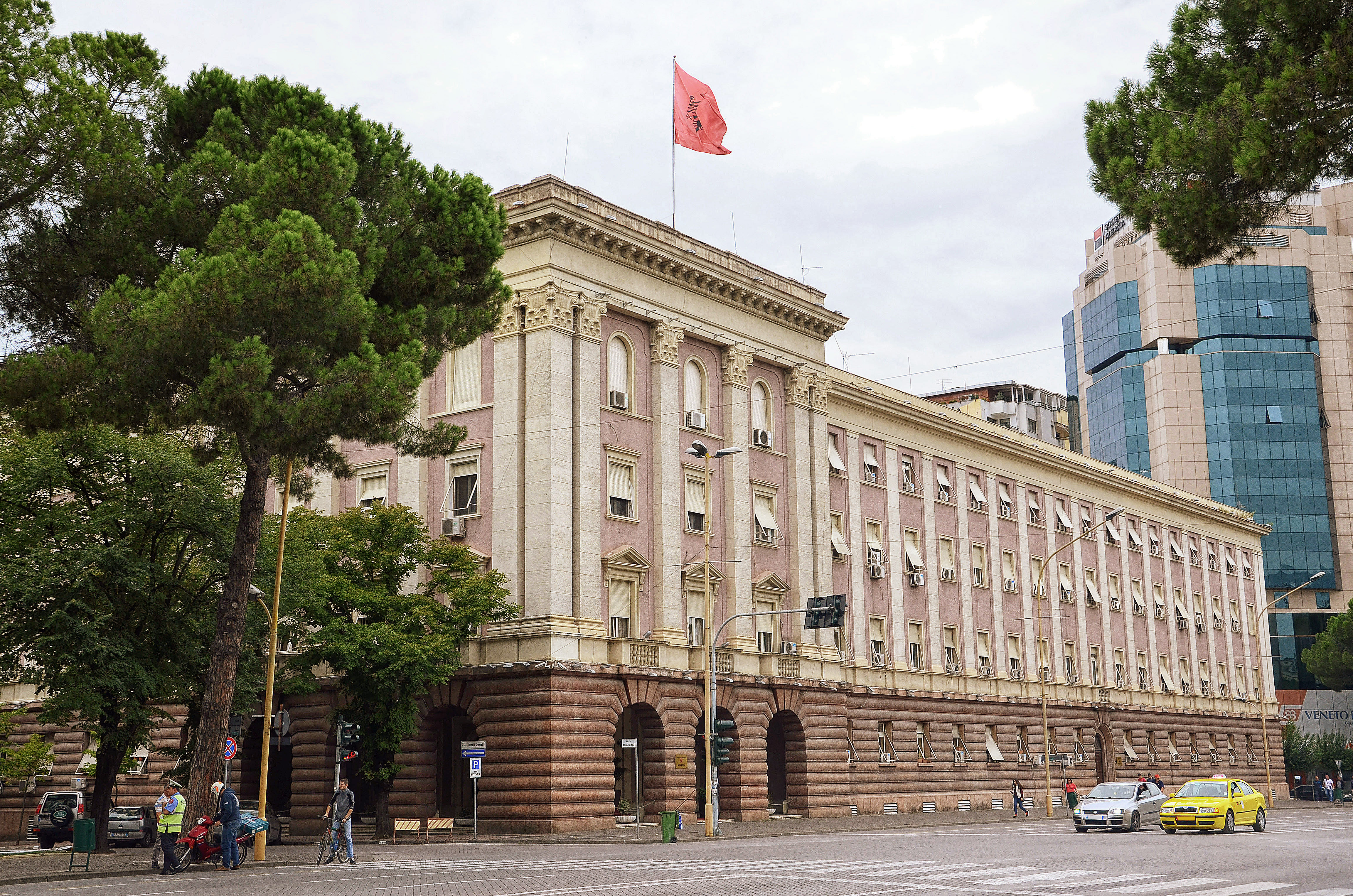
A Nemzetgyűlési Hivatal épülete

Az 1920. március 27-én megalakult első albán parlament üléseit Zija Toptani bég egyemeletes tiranai konakjában, annak is nyugati szárnyában tartották egészen 1926-ig. Az épületet később, 1928-ban I. Zogu albán király átalakíttatta és itt rendezte be uralkodói rezidenciáját.
Zogu 1925. januári köztársasági elnöki kinevezését követően vette tervbe az akkor még keleties kisváros képét nyújtó Tirana modernizálását. Az elképzelés része volt egy új nemzetgyűlés építése is, amelynek terveit egy osztrák építésziroda készítette el. A kor Tiranájában fényűzőnek számító egyemeletes, portikuszos épület 1925-ben el is készült a mai Szkander bég tér – korabeli nevén a Minisztériumok tere – déli oldalán. A nemzetgyűlés felsőháza, a Szenátus még ugyanabban az évben birtokba vette az épületet, a Képviselőház pedig 1926-ban költözött ide a Toptani-házból. 1944-ig ez maradt az albán törvényhozás székhelye, utoljára a Nemzeti Felszabadítási Antifasiszta Főtanács tartotta itt üléseit. A későbbi évtizedekben előbb úttörőszékház, később bábszínház, majd gyermekszínház működött az épületben, napjainkban pedig ismét a tiranai Bábszínháznak ad otthont. Ugyancsak 1925-ben itt kezdte meg működését a nemzetgyűlési könyvtár ezer kötettel és a nemzetgyűlési irományok archívumával.
Az 1946-ban megalakult kommunista Népi Gyűlés visszaköltözött a korábbi, 1920 és 1926 közötti nemzetgyűlés épületébe, amelyet 1928-ban Zogu királyi palotává alakíttatott át. Szomszédságában, egy régebbi filmszínház átalakításával, részben a tiranai vár romjai felett id. Skënder Luarasi és D. Vasziljev szovjet építész tervei alapján 1955-ben kezdődött meg és 1956-ban fejeződött be a mai kuvend, a Nemzetgyűlési Ülésterem (Salla e Kuvendit) építése. A képviselők átköltöztek az új épületbe, a korábbi épület pedig 1962-ig a nemzetgyűlés elnökségének irodája volt, 1972 óta pedig az Albán Tudományos Akadémia székháza. A 710 m²-es alapterületű új épületben kapott helyet a 160 helyes ülésterem félköríves elnöki emelvénnyel, az elnökség 40 székes tárgyalóterme, valamint irodák és kiszolgálóhelyiségek. Az ülésterem két oldalán a diplomaták, újságírók és tudósítók számára 44-44 főt befogadó, kétszintes páholysorokat alakítottak ki, míg az érdeklődők a 246 ülőhelyes karzatról követhetik a nemzetgyűlésben folyó munkát. A nemzetgyűlés szocialista realista stílusú épülete 2010-ben teljes körű felújításon esett át. Miután azonban egyre kevésbé képes megfelelni napjaink követelményeinek, időről időre felmerül egy modern nemzetgyűlési épület ötlete. Egy 2010 végén meghirdetett, tizenkét építészcég részvételével zajló nemzetközi pályázatból az osztrák Wolfgang Prix terve került ki győztesen. Az építész az 1988-ban Enver Hoxha pártfőtitkár emlékműveként emelt Piramis helyére képzelt el egy modern üvegparlamentet. A pályáztatás körüli visszásságok, a Piramis lebontásának terve, valamint a gazdasági recesszió idejére tervezett presztízsberuházás tiltakozási hullámot keltett, és a terv fiókba került.
Anton Lufi tervei alapján 1953-ban kezdték építeni, majd ugyancsak 1956-ban fejezték be az albán főváros legreprezentatívabb útvonalán, a Dëshmorët e Kombit sugárúton azt az épületet, amely napjainkban Nemzetgyűlési Hivatal (albán Zyra e Kuvendit) néven az albán nemzetgyűlés tulajdonképpeni székhelye. Építését már 1940-ben megkezdték az országot megszálló olasz hatóságok, és eredetileg az Istituto Nazionale per l’Assicurazione contro gli Infortuni sul Lavoro (kb. ’Nemzeti Munkahelyi Baleset-megelőzési Intézet’) székházának szánták. Olaszország 1943-as kapitulációját követően az építkezés félbemaradt, 1956-os befejezését követően pedig az Albán Munkapárt Központi Bizottságának irodaháza lett. A rendszerváltás után a nemzetgyűlés vezetősége és képviselői itt alakíthatták ki irodáikat. A négyszintes, U alaprajzú épület homlokzati szélessége 80 méter, két szárnya 53-53 méter hosszú. Belső kialakítása puritán, térszerkezetét neoklasszicista oszlopok, oszlopfők, ajtó- és ablakkávák tagolják. Az irodák, dolgozószobák és konferenciatermek mellett itt található a nemzetgyűlési könyvtár is, de az épületben kaptak helyet az alkotmánybíróság és a számvevőszék irodái is. A kuvend mindkét épülete műemléki védelem alatt áll.

## A nemzetgyűlések és elnökeinek listája
| Nemzetgyűlés                                                                                         | Mandátuma                                 | Képviselői helyekb | Nemzetgyűlési elnöka                       | Dátuma                                 |
| --- | ----------------------------------------- | ------------------ | ------------------------------------------ | -------------------------------------- |
| Nemzeti Tanács (Këshilli Kombëtar)                                                                   | 1920. március 27. – 1920. november 20.    | 37                 | Xhemal Naipi                               | 1920                                   |
| Nemzeti Tanács (Këshilli Kombëtar)                                                                   | 1920. március 27. – 1920. november 20.    | 37                 | Dhimitër Kacimbra                          | 1920                                   |
| Nemzeti Tanács (Këshilli Kombëtar)                                                                   | 1921. április 21. – 1923. szeptember 30.  | 78                 | Pandeli Evangjeli                          | 1921                                   |
| Nemzeti Tanács (Këshilli Kombëtar)                                                                   | 1921. április 21. – 1923. szeptember 30.  | 78                 | Eshref Frashëri                            | 1922–1923                              |
| Alkotmányozó Nemzetgyűlés (Kuvendi Kushtetues)                                                       | 1924. január 21. – 1924. június 2.        | 100                | Pjetër Poga                                | 1924                                   |
| Alkotmányozó Nemzetgyűlés (Kuvendi Kushtetues)                                                       | 1924. január 21. – 1924. június 2.        | 100                | Eshref Frashëri                            | 1924                                   |
| Alkotmányozó Nemzetgyűlés (Kuvendi Kushtetues)                                                       | 1925. január 12. – 1925. március 2.       | 100                |                                            |                                        |
| Képviselőház (Dhoma e Deputetëve)                                                                    | 1925. június 1. – 1928. június 7.         | 57                 | Koço Kota                                  | 1925–1928                              |
| Szenátus (Senati)                                                                                    | 1925. június 1. – 1928. június 7.         | 18                 | Eshref Frashëri                            | 1925                                   |
| Szenátus (Senati)                                                                                    | 1925. június 1. – 1928. június 7.         | 18                 | Pandeli Evangjeli                          | 1925–1928                              |
| Alkotmányozó Nemzetgyűlés (Asambleja Kushtetuese)                                                    | 1928. augusztus 25. – 1928. december 1.   | 58                 | Eshref Frashëri                            | 1928                                   |
| Parlament (Parlamenti)                                                                               | 1928. december 10. – 1932. május 11.      | 58                 | Pandeli Evangjeli                          | 1928–1930                              |
| Parlament (Parlamenti)                                                                               | 1928. december 10. – 1932. május 11.      | 58                 | Koço Kota                                  | 1930–1932                              |
| Parlament (Parlamenti)                                                                               | 1932. november 21. – 1936. november 16.   | 58                 | Koço Kota                                  | 1932–1936                              |
| Parlament (Parlamenti)                                                                               | 1937. február 10. – 1939. április 12.     | 58                 | Pandeli Evangjeli                          | 1937–1939                              |
| Alkotmányozó Nemzetgyűlés (Asambleja Kushtetuese)                                                    | 1939. április 12. – 1940. április 1.      | 159                |                                            |                                        |
| Fasiszta Korporatív Főtanács (Këshilli i Epërm Fashist Korporativ)                                   | 1940. április 16. – 1943. július 31.      | 69                 | Terenc Toçi                                | 1940–1942. november                    |
| Fasiszta Korporatív Főtanács (Këshilli i Epërm Fashist Korporativ)                                   | 1940. április 16. – 1943. július 31.      | 69                 | Ernest Koliqi                              | 1943                                   |
| Nemzetgyűlés (Asambleja Kombëtare)                                                                   | 1943. október 16. – 1943. november 10.    | 269                | Lef Nosi                                   | 1943b                                  |
| Nemzetgyűlés (Asambleja Kombëtare)                                                                   | 1943. október 16. – 1943. november 10.    | 269                | Idhomene Kosturi                           | 1943. októberb                         |
| Nemzetgyűlés (Kuvendi Kombëtare)                                                                     | 1943. november 11. – 1944. szeptember 14. | 269                | Mihal Zallari                              | 1943–1944b                             |
| Nemzeti Felszabadítási Antifasiszta Főtanács (Këshilli Antifashist Nacional-Çlirimtar i Përgjitshëm) | 1944. május 26. – 1945. december 16.      | 121                | Omer Nishani                               | 1944                                   |
| Alkotmányozó Nemzetgyűlés (Asambleja Kushtetuese)                                                    | 1946. január 16. – 1946. március 14.      | 82                 | Tuk Jakova                                 | 1946. január – 1946. március 14.b      |
| Népi Gyűlés (Kuvendi Popullor)                                                                       | 1946. március 14. – 1950. január 21.      | 82                 | Tuk Jakova                                 | 1946. március 14. – 1946. március 20.b |
| Népi Gyűlés (Kuvendi Popullor)                                                                       | 1946. március 14. – 1950. január 21.      | 82                 | Ymer Dishnica                              | 1946. március 25. – 1947. július 12.b  |
| Népi Gyűlés (Kuvendi Popullor)                                                                       | 1946. március 14. – 1950. január 21.      | 82                 | Manush Myftiu                              | 1947. július 12. – 1950. január 21.b   |
| Népi Gyűlés (Kuvendi Popullor)                                                                       | 1946. március 14. – 1950. január 21.      | 82                 | Gogo Nushi                                 | 1950                                   |
| Népi Gyűlés (Kuvendi Popullor)                                                                       | 1950. június 28. – 1954. április 14.      | 121                | Teodor Heba                                | 1950–1951                              |
| Népi Gyűlés (Kuvendi Popullor)                                                                       | 1950. június 28. – 1954. április 14.      | 121                | Mihal Prifti                               | 1951–1954                              |
| Népi Gyűlés (Kuvendi Popullor)                                                                       | 1954. július 19. – 1958. február 21.      | 134                | Gogo Nushi                                 | 1954–1956                              |
| Népi Gyűlés (Kuvendi Popullor)                                                                       | 1954. július 19. – 1958. február 21.      | 134                | Rita Marko                                 | 1956–1958                              |
| Népi Gyűlés (Kuvendi Popullor)                                                                       | 1958. június 21. – 1962. június 3.        | 188                | Medar Shtylla                              | 1958–1962                              |
| Népi Gyűlés (Kuvendi Popullor)                                                                       | 1962. július 14. – 1966. március 12.      | 214                | Medar Shtylla                              | 1962–1963                              |
| Népi Gyűlés (Kuvendi Popullor)                                                                       | 1962. július 14. – 1966. március 12.      | 214                | Lefter Goga                                | 1963–1966                              |
| Népi Gyűlés (Kuvendi Popullor)                                                                       | 1966. szeptember 19. – 1970. május 4.     | 240                | Abdyl Këllezi                              | 1966–1969                              |
| Népi Gyűlés (Kuvendi Popullor)                                                                       | 1966. szeptember 19. – 1970. május 4.     | 240                | Behar Shtylla                              | 1969–1970                              |
| Népi Gyűlés (Kuvendi Popullor)                                                                       | 1970. november 20. – 1974. június 19.     | 264                | Fadil Paçrami                              | 1970–1973                              |
| Népi Gyűlés (Kuvendi Popullor)                                                                       | 1970. november 20. – 1974. június 19.     | 264                | Iljaz Reka                                 | 1973–1974                              |
| Népi Gyűlés (Kuvendi Popullor)                                                                       | 1974. október 28. – 1978. február 21.     | 250                | Iljaz Reka                                 | 1974–1976                              |
| Népi Gyűlés (Kuvendi Popullor)                                                                       | 1974. október 28. – 1978. február 21.     | 250                | Ali Manaj                                  | 1976–1978                              |
| Népi Gyűlés (Kuvendi Popullor)                                                                       | 1978. december 25. – 1982. július 14.     | 250                | Simon Stefani                              | 1978–1982                              |
| Népi Gyűlés (Kuvendi Popullor)                                                                       | 1982. november 22. – 1987. január 10.     | 250                | Pali Miska                                 | 1982–1987                              |
| Népi Gyűlés (Kuvendi Popullor)                                                                       | 1987. február 19. – 1990. november 13.    | 250                | Petro Dode                                 | 1987–1990                              |
| Népi Gyűlés (Kuvendi Popullor)                                                                       | 1991. április 15. – 1992. február 4.      | 250                | Kastriot Islami                            | 1991–1992                              |
| Népi Gyűlés (Kuvendi Popullor)                                                                       | 1992. április 4. – 1996. március 29.      | 140                | Pjetër Arbnori                             | 1992–1996                              |
| Népi Gyűlés (Kuvendi Popullor)                                                                       | 1996. július 1. – 1997. május 15.         | 140                | Pjetër Arbnori                             | 1996–1997                              |
| Népi Gyűlés (Kuvendi Popullor)                                                                       | 1997. július 23. – 2001. május 14.        | 155                | Skënder Gjinushi                           | 1997–2001                              |
| Nemzetgyűlés (Kuvendi)                                                                               | 1997. július 23. – 2001. május 14.        | 155                | Skënder Gjinushi                           | 1997–2001                              |
| 2001. szeptember 3. – 2005. május 20.                                                                | 140                                       | Namik Dokle        | 2001–2002                                  |                                        |
| 2001. szeptember 3. – 2005. május 20.                                                                | 140                                       | Servet Pëllumbi    | 2002–2005                                  |                                        |
| 2005. szeptember 2. – 2009. május 15.                                                                | 140                                       | Jozefina Topalli   | 2005–2009                                  |                                        |
| 2009. szeptember 7. – 2013. szeptember 9.                                                            | 140                                       | Jozefina Topalli   | 2009–2013                                  |                                        |
| 2013. szeptember 10. – 2017. szeptember 4.                                                           | 140                                       | Ilir Meta          | 2013. szeptember 10. – 2017. július 24.    |                                        |
| 2017. szeptember 9. – 2021. szeptember 10.                                                           | 140                                       | Gramoz Ruçi        | 2017. szeptember 9. – 2021. szeptember 10. |                                        |
| 2021. szeptember 10. –                                                                               | 140                                       | Lindita Nikolla    | 2021. szeptember 10. –                     |                                        |
| 2024. július 30. –                                                                                   | 140                                       | Elisa Spiropali    | 2021. szeptember 10. –                     |                                        |

Források:
- a Historia e parlamentarizmit në Shqipëri (’A parlamentarizmus története Albániában’). ShtetiWeb (Hozzáférés: 2019. november 2.)
- b Ligjvënësit shqiptarë në viti (’Az albán törvényhozás évenként’). Republika e Shqipërisë – Kuvendi (Hozzáférés: 2019. november 2.)